# Eleccions municipals espanyoles de 2019 als Països Catalans
Les eleccions municipals espanyoles de 2019 se celebraren a tot Espanya el 26 de maig de 2019. Coincidiren amb les eleccions al Parlament Europeu de 2019. Altrament, el procés electoral també va servir per a l'elecció dels membres de les diputacions provincials, dels consells insulars (Illes Balears), dels cabildos insulars (Illes Canàries) i de les Juntes Generals (País Basc).
La convocatòria de les eleccions municipals es fa l'1 d'abril i entre el 16 i el 25 de maig es publica el cens electoral.
Aquest mateix dia hi va haver altres eleccions de diferents àmbits administratius, entre les quals destaquen les eleccions a 12 comunitats autònomes (Astúries, Cantàbria, Navarra, Castella i Lleó, La Rioja, Comunitat de Madrid, Castella-la Manxa, Regió de Múrcia, Canàries, Illes Balears, Aragó i Extremadura) i les eleccions al Consell General d'Aran.

## Resultats

### Catalunya

#### Barcelona
| Candidatura | Candidatura                          | Regidors |
| ----------- | ------------------------------------ | -------- |
|             | Esquerra Republicana de Catalunya    | 10       |
|             | Barcelona en Comú                    | 10       |
|             | Partit dels Socialistes de Catalunya | 8        |
|             | Barcelona pel Canvi–Ciutadans        | 6        |
|             | Junts per Catalunya                  | 5        |
|             | Partit Popular                       | 2        |

#### L'Hospitalet de Llobregat
| Candidatura | Candidatura                          | Regidors |
| ----------- | ------------------------------------ | -------- |
|             | Partit dels Socialistes de Catalunya | 14       |
|             | Esquerra Republicana de Catalunya    | 5        |
|             | Ciutadans                            | 4        |
|             | L'Hospitalet En Comú Podem           | 3        |
|             | Partit Popular                       | 1        |

#### Badalona
| Candidatura | Candidatura                                          | Regidors |
| ----------- | ---------------------------------------------------- | -------- |
|             | Partit Popular                                       | 11       |
|             | La Badalona Valenta (Guanyem Badalona En Comú + ERC) | 7        |
|             | Partit dels Socialistes de Catalunya                 | 6        |
|             | Badalona En Comú Podem                               | 2        |
|             | Junts per Badalona                                   | 1        |

#### Terrassa
| Candidatura | Candidatura                          | Regidors |
| ----------- | ------------------------------------ | -------- |
|             | Tot per Terrassa                     | 10       |
|             | Partit dels Socialistes de Catalunya | 7        |
|             | Esquerra Republicana de Catalunya    | 5        |
|             | Ciutadans                            | 3        |
|             | Junts per Catalunya                  | 2        |

#### Sabadell
| Candidatura | Candidatura                          | Regidors |
| ----------- | ------------------------------------ | -------- |
|             | Partit dels Socialistes de Catalunya | 10       |
|             | Esquerra Republicana de Catalunya    | 7        |
|             | Crida per Sabadell - CUP             | 3        |
|             | Ciutadans                            | 3        |
|             | Junts per Sabadell                   | 3        |
|             | Podem Sabadell                       | 1        |

#### Lleida
| Candidatura | Candidatura                          | Regidors |
| ----------- | ------------------------------------ | -------- |
|             | Esquerra Republicana de Catalunya    | 7        |
|             | Partit dels Socialistes de Catalunya | 7        |
|             | Junts per Catalunya                  | 6        |
|             | Ciutadans                            | 3        |
|             | Comú de Lleida                       | 2        |
|             | Partit Popular                       | 2        |

#### Tarragona
| Candidatura | Candidatura                          | Regidors |
| ----------- | ------------------------------------ | -------- |
|             | Partit dels Socialistes de Catalunya | 7        |
|             | Esquerra Republicana de Catalunya    | 7        |
|             | Ciutadans                            | 4        |
|             | Junts per Catalunya                  | 3        |
|             | Tarragona En Comú Podem              | 2        |
|             | CUP - AMUNT                          | 2        |
|             | Partit Popular                       | 2        |

#### Mataró
| Candidatura | Candidatura                          | Regidors |
| ----------- | ------------------------------------ | -------- |
|             | Partit dels Socialistes de Catalunya | 13       |
|             | Esquerra Republicana de Catalunya    | 8        |
|             | Mataró en Comú Podem                 | 2        |
|             | Junts per Mataró                     | 2        |
|             | Ciutadans                            | 2        |

#### Santa Coloma de Gramenet
| Candidatura | Candidatura                          | Regidors |
| ----------- | ------------------------------------ | -------- |
|             | Partit dels Socialistes de Catalunya | 17       |
|             | Ciutadans                            | 4        |
|             | En Comú Podem                        | 3        |
|             | Esquerra Republicana de Catalunya    | 3        |

#### Reus
| Candidatura | Candidatura                          | Regidors |
| ----------- | ------------------------------------ | -------- |
|             | Junts per Catalunya                  | 7        |
|             | Esquerra Republicana de Catalunya    | 6        |
|             | Partit dels Socialistes de Catalunya | 6        |
|             | Ciutadans                            | 3        |
|             | CUP - AMUNT                          | 3        |
|             | Ara Reus                             | 2        |

#### Girona
| Candidatura | Candidatura                          | Regidors |
| ----------- | ------------------------------------ | -------- |
|             | Junts per Girona                     | 9        |
|             | Guanyem Girona - CUP                 | 6        |
|             | Partit dels Socialistes de Catalunya | 6        |
|             | Esquerra Republicana de Catalunya    | 4        |
|             | Ciutadans                            | 2        |

#### Sant Cugat del Vallès
| Candidatura | Candidatura                          | Regidors |
| ----------- | ------------------------------------ | -------- |
|             | Junts per Catalunya                  | 9        |
|             | Esquerra Republicana de Catalunya    | 6        |
|             | Partit dels Socialistes de Catalunya | 4        |
|             | Ciutadans                            | 3        |
|             | CUP - AMUNT                          | 3        |

#### Cornellà de Llobregat
| Candidatura | Candidatura                          | Regidors |
| ----------- | ------------------------------------ | -------- |
|             | Partit dels Socialistes de Catalunya | 14       |
|             | Esquerra Republicana de Catalunya    | 4        |
|             | Ciutadans                            | 3        |
|             | Podem Cornellà                       | 2        |
|             | Movem Cornellà - En Comú Guanyem     | 2        |

#### Sant Boi de Llobregat
| Candidatura | Candidatura                          | Regidors |
| ----------- | ------------------------------------ | -------- |
|             | Partit dels Socialistes de Catalunya | 13       |
|             | Esquerra Republicana de Catalunya    | 5        |
|             | Ciutadans                            | 3        |
|             | Sant Boi En Comú                     | 2        |
|             | Podem - Esquerra Unitària            | 2        |

#### Rubí
| Candidatura | Candidatura                          | Regidors |
| ----------- | ------------------------------------ | -------- |
|             | Partit dels Socialistes de Catalunya | 10       |
|             | Esquerra Republicana de Catalunya    | 7        |
|             | En Comú Podem Rubí                   | 3        |
|             | Ciutadans                            | 3        |
|             | Veïns per Rubí                       | 1        |
|             | Alternativa d'Unitat Popular         | 1        |

#### Manresa
| Candidatura | Candidatura                          | Regidors |
| ----------- | ------------------------------------ | -------- |
|             | Esquerra Republicana de Catalunya    | 8        |
|             | Junts per Manresa                    | 8        |
|             | Partit dels Socialistes de Catalunya | 4        |
|             | Fem Manresa - AMUNT                  | 3        |
|             | Ciutadans                            | 2        |

#### Castelldefels
| Candidatura | Candidatura                          | Regidors |
| ----------- | ------------------------------------ | -------- |
|             | Partit Popular                       | 8        |
|             | Partit dels Socialistes de Catalunya | 6        |
|             | Movem Castelldefels - En Comú Podem  | 4        |
|             | Esquerra Republicana de Catalunya    | 4        |
|             | Ciutadans                            | 2        |
|             | Junts per Catalunya                  | 1        |

#### Vilanova i la Geltrú
| Candidatura | Candidatura                          | Regidors |
| ----------- | ------------------------------------ | -------- |
|             | Partit dels Socialistes de Catalunya | 7        |
|             | Esquerra Republicana de Catalunya    | 7        |
|             | Junts per Catalunya                  | 3        |
|             | CUP - AMUNT                          | 3        |
|             | Ciutadans                            | 3        |
|             | Som Vilanova - Podem                 | 2        |

#### Viladecans
| Candidatura | Candidatura                          | Regidors |
| ----------- | ------------------------------------ | -------- |
|             | Partit dels Socialistes de Catalunya | 13       |
|             | Esquerra Republicana de Catalunya    | 5        |
|             | Ciutadans                            | 4        |
|             | Podem                                | 2        |
|             | Viladecans En Comú                   | 1        |

#### El Prat de Llobregat
| Candidatura | Candidatura                          | Regidors |
| ----------- | ------------------------------------ | -------- |
|             | El Prat En Comú                      | 11       |
|             | Partit dels Socialistes de Catalunya | 7        |
|             | Esquerra Republicana de Catalunya    | 3        |
|             | Ciutadans                            | 3        |
|             | Podem                                | 1        |

#### Granollers
| Candidatura | Candidatura                          | Regidors |
| ----------- | ------------------------------------ | -------- |
|             | Partit dels Socialistes de Catalunya | 14       |
|             | Esquerra Republicana de Catalunya    | 4        |
|             | Junts per Catalunya                  | 4        |
|             | Ciutadans                            | 2        |
|             | Primàries Catalunya                  | 1        |

#### Cerdanyola del Vallès
| Candidatura | Candidatura                          | Regidors |
| ----------- | ------------------------------------ | -------- |
|             | Partit dels Socialistes de Catalunya | 9        |
|             | Esquerra Republicana de Catalunya    | 5        |
|             | Ciutadans                            | 3        |
|             | Guanyem Cerdanyola - AMUNT           | 3        |
|             | Cerdanyola En Comú Podem             | 2        |
|             | Junts per Catalunya                  | 2        |
|             | Partit Popular                       | 1        |

#### Mollet del Vallès
| Candidatura | Candidatura                          | Regidors |
| ----------- | ------------------------------------ | -------- |
|             | Partit dels Socialistes de Catalunya | 10       |
|             | Esquerra Republicana de Catalunya    | 6        |
|             | Mollet En Comú                       | 4        |
|             | Ciutadans                            | 2        |
|             | Podem                                | 2        |
|             | Junts per Catalunya                  | 1        |

#### Gavà
| Candidatura | Candidatura                          | Regidors |
| ----------- | ------------------------------------ | -------- |
|             | Partit dels Socialistes de Catalunya | 11       |
|             | Esquerra Republicana de Catalunya    | 4        |
|             | Ciutadans                            | 2        |
|             | Podem                                | 2        |
|             | Junts per Catalunya                  | 6        |
|             | Partit Popular                       | 1        |

#### Figueres
| Candidatura | Candidatura                          | Regidors |
| ----------- | ------------------------------------ | -------- |
|             | Junts per Catalunya                  | 8        |
|             | Esquerra Republicana de Catalunya    | 5        |
|             | Partit dels Socialistes de Catalunya | 4        |
|             | Ciutadans                            | 2        |
|             | Guanyem Figueres - AMUNT             | 1        |
|             | Canviem Figueres - Veïns pel Canvi   | 1        |

#### Esplugues de Llobregat
| Candidatura | Candidatura                          | Regidors |
| ----------- | ------------------------------------ | -------- |
|             | Partit dels Socialistes de Catalunya | 11       |
|             | Esquerra Republicana de Catalunya    | 4        |
|             | Esplugues En Comú Podem              | 3        |
|             | Ciutadans                            | 2        |
|             | Partit Popular                       | 1        |

#### Vic
| Candidatura | Candidatura                          | Regidors |
| ----------- | ------------------------------------ | -------- |
|             | Junts per Catalunya                  | 11       |
|             | Esquerra Republicana de Catalunya    | 5        |
|             | Capgirem Vic - AMUNT                 | 4        |
|             | Partit dels Socialistes de Catalunya | 1        |

#### Sant Feliu de Llobregat
| Candidatura | Candidatura                          | Regidors |
| ----------- | ------------------------------------ | -------- |
|             | Partit dels Socialistes de Catalunya | 6        |
|             | Sant Feliu En Comú Podem             | 5        |
|             | Esquerra Republicana de Catalunya    | 5        |
|             | Ciutadans                            | 2        |
|             | Junts per Catalunya                  | 2        |
|             | Veïns per Sant Feliu                 | 1        |

#### Vilafranca del Penedès
| Candidatura | Candidatura                          | Regidors |
| ----------- | ------------------------------------ | -------- |
|             | Junts per Catalunya                  | 7        |
|             | Esquerra Republicana de Catalunya    | 5        |
|             | Partit dels Socialistes de Catalunya | 5        |
|             | CUP - AMUNT                          | 2        |
|             | Vilafranca En Comú                   | 1        |
|             | Ciutadans                            | 1        |

#### Igualada
| Candidatura | Candidatura                                 | Regidors |
| ----------- | ------------------------------------------- | -------- |
|             | Junts per Igualada                          | 9        |
|             | Esquerra Republicana de Catalunya           | 5        |
|             | Igualada Som-hi! (PSC+Comuns+Podem+IOberta) | 4        |
|             | Poble Actiu - AMUNT                         | 2        |
|             | Ciutadans                                   | 1        |

#### Blanes
| Candidatura | Candidatura                          | Regidors |
| ----------- | ------------------------------------ | -------- |
|             | Esquerra Republicana de Catalunya    | 5        |
|             | Partit dels Socialistes de Catalunya | 5        |
|             | Blanes En Comú Podem                 | 5        |
|             | Junts per Catalunya                  | 3        |
|             | Ciutadans                            | 3        |

#### Ripollet
| Candidatura | Candidatura                          | Regidors |
| ----------- | ------------------------------------ | -------- |
|             | Ara Decidim Ripollet                 | 10       |
|             | Partit dels Socialistes de Catalunya | 6        |
|             | Ciutadans                            | 3        |
|             | Esquerra Republicana de Catalunya    | 1        |
|             | Som Ripollet                         | 1        |

#### Lloret de Mar
| Candidatura | Candidatura                          | Regidors |
| ----------- | ------------------------------------ | -------- |
|             | Junts per Catalunya                  | 7        |
|             | Partit dels Socialistes de Catalunya | 5        |
|             | Esquerra Republicana de Catalunya    | 3        |
|             | Ciutadans                            | 3        |
|             | Lloret En Comú                       | 2        |
|             | Força Lloret                         | 1        |

### País Valencià
Vegeu: Eleccions municipals al País Valencià de 2019

### Illes Balears

#### Palma
| Candidatura | Candidatura                            | Regidors |
| ----------- | -------------------------------------- | -------- |
|             | Partit Socialista de les Illes Balears | 9        |
|             | Partit Popular                         | 6        |
|             | Vox                                    | 4        |
|             | Ciutadans                              | 4        |
|             | Podem - EUIB                           | 3        |
|             | Més per Palma - Estimam Palma          | 3        |

#### Calvià
| Candidatura | Candidatura                            | Regidors |
| ----------- | -------------------------------------- | -------- |
|             | Partit Socialista de les Illes Balears | 10       |
|             | Partit Popular                         | 5        |
|             | Vox                                    | 2        |
|             | Ciutadans                              | 2        |
|             | MÉS - Podem                            | 2        |

#### Eivissa
| Candidatura | Candidatura                            | Regidors |
| ----------- | -------------------------------------- | -------- |
|             | Partit Popular                         | 7        |
|             | Partit Socialista de les Illes Balears | 6        |
|             | Proposta per Eivissa                   | 2        |
|             | Podem - EUIB                           | 2        |
|             | Ciutadans                              | 2        |
|             | Vox                                    | 1        |
|             | Ara Eivissa                            | 1        |

#### Manacor
| Candidatura | Candidatura                                                        | Regidors |
| ----------- | ------------------------------------------------------------------ | -------- |
|             | MÉS - Esquerra Republicana                                         | 6        |
|             | Partit Socialista de les Illes Balears                             | 4        |
|             | Partit Popular                                                     | 4        |
|             | Proposta per les Illes                                             | 4        |
|             | Agrupació Independent de Porto Cristo - S'Illoters i Simpatitzants | 3        |
|             | Podem - EUIB                                                       | 1        |

#### Santa Eulària del Riu
| Candidatura | Candidatura                            | Regidors |
| ----------- | -------------------------------------- | -------- |
|             | Partit Popular                         | 13       |
|             | Partit Socialista de les Illes Balears | 6        |
|             | Podem - EUIB                           | 2        |

#### Marratxí
| Candidatura | Candidatura                            | Regidors |
| ----------- | -------------------------------------- | -------- |
|             | Partit Socialista de les Illes Balears | 6        |
|             | Més per Mallorca                       | 4        |
|             | Partit Popular                         | 4        |
|             | Ciutadans                              | 3        |
|             | Vox                                    | 2        |
|             | Podem - EUIB                           | 1        |
|             | Independents de Marratxí - El PI       | 1        |

#### Llucmajor
| Candidatura | Candidatura                            | Regidors |
| ----------- | -------------------------------------- | -------- |
|             | Partit Socialista de les Illes Balears | 5        |
|             | Partit Popular                         | 5        |
|             | Més per Mallorca                       | 2        |
|             | Ciutadans                              | 2        |
|             | Vox                                    | 2        |
|             | Llibertat Llucmajor                    | 2        |
|             | Agrupación Social Independiente        | 1        |
|             | Podem - EUIB                           | 1        |
|             | Proposta per les Illes                 | 1        |

#### Inca
| Candidatura | Candidatura                            | Regidors |
| ----------- | -------------------------------------- | -------- |
|             | Partit Socialista de les Illes Balears | 9        |
|             | Partit Popular                         | 3        |
|             | Independents d'Inca                    | 2        |
|             | Més per Mallorca                       | 2        |
|             | Vox                                    | 2        |
|             | Proposta per les Illes                 | 1        |
|             | Ciutadans                              | 1        |
|             | Podem - EUIB                           | 1        |

#### Ciutadella de Menorca
| Candidatura | Candidatura                                  | Regidors |
| ----------- | -------------------------------------------- | -------- |
|             | Partit Socialista de Menorca Més per Menorca | 7        |
|             | Partit Popular                               | 5        |
|             | Partit Socialista de les Illes Balears       | 4        |
|             | Ciutadans                                    | 3        |
|             | Podem - EM.EUIB - GxC                        | 2        |

#### Maó
| Candidatura | Candidatura                            | Regidors |
| ----------- | -------------------------------------- | -------- |
|             | Partit Popular                         | 8        |
|             | Partit Socialista de les Illes Balears | 7        |
|             | Ara Maó                                | 5        |
|             | Ciutadans                              | 1        |

#### Sant Josep de sa Talaia
| Candidatura | Candidatura                            | Regidors |
| ----------- | -------------------------------------- | -------- |
|             | Partit Socialista de les Illes Balears | 8        |
|             | Partit Popular                         | 5        |
|             | Podem - EUIB                           | 3        |
|             | Ciutadans                              | 2        |
|             | Ara Eivissa                            | 1        |
|             | Proposta per Eivissa                   | 1        |
|             | Vox                                    | 1        |

#### Sant Antoni de Portmany
| Candidatura | Candidatura                            | Regidors |
| ----------- | -------------------------------------- | -------- |
|             | Partit Popular                         | 9        |
|             | Partit Socialista de les Illes Balears | 8        |
|             | Podem - EUIB                           | 2        |
|             | Proposta per Eivissa                   | 1        |
|             | Ciutadans                              | 1        |

#### Alcúdia
| Candidatura | Candidatura                            | Regidors |
| ----------- | -------------------------------------- | -------- |
|             | Partit Socialista de les Illes Balears | 5        |
|             | Proposta per les Illes                 | 4        |
|             | Partit Popular                         | 3        |
|             | Més per Mallorca                       | 1        |
|             | Vox                                    | 1        |
|             | Unió per Alcudia                       | 1        |
|             | Ciutadans                              | 1        |
|             | Podem                                  | 1        |

#### Felanitx
| Candidatura | Candidatura                            | Regidors |
| ----------- | -------------------------------------- | -------- |
|             | Partit Popular                         | 6        |
|             | Partit Socialista de les Illes Balears | 4        |
|             | Bloc per Felanitx                      | 3        |
|             | Proposta per les Illes                 | 2        |
|             | Podem - EUIB                           | 1        |
|             | Vox                                    | 1        |

#### Pollença
| Candidatura | Candidatura                               | Regidors |
| ----------- | ----------------------------------------- | -------- |
|             | Tots per Pollença                         | 6        |
|             | Junts Avançam (Independents+PSIB+MÉS+ERC) | 5        |
|             | Unió Mollera Pollencina                   | 2        |
|             | Alternativa per Pollença                  | 1        |
|             | Podem - EUIB                              | 1        |
|             | Partit Popular                            | 1        |
|             | Proposta per les Illes                    | 1        |

#### Sa Pobla
| Candidatura | Candidatura                            | Regidors |
| ----------- | -------------------------------------- | -------- |
|             | Partit Popular                         | 5        |
|             | Proposta per les Illes                 | 4        |
|             | Més per Mallorca                       | 3        |
|             | Independents per Sa Pobla              | 3        |
|             | Partit Socialista de les Illes Balears | 2        |

#### Sóller
| Candidatura | Candidatura                            | Regidors |
| ----------- | -------------------------------------- | -------- |
|             | Partit Popular                         | 7        |
|             | Més per Mallorca                       | 4        |
|             | Partit Socialista de les Illes Balears | 3        |
|             | Ciutadans                              | 1        |
|             | Podem - EUIB                           | 1        |
|             | Proposta per les Illes                 | 1        |

#### Santa Margalida
| Candidatura | Candidatura           | Regidors |
| ----------- | --------------------- | -------- |
|             | Convergència - El PI  | 6        |
|             | SUMA (PSIB+MÉS+Podem) | 5        |
|             | Partit Popular        | 4        |
|             | Can Picafort Unit     | 2        |

#### Santanyí
| Candidatura | Candidatura                            | Regidors |
| ----------- | -------------------------------------- | -------- |
|             | Partit Popular                         | 10       |
|             | Suma! (El PI+Alternativa per Santanyí) | 5        |
|             | Partit Socialista de les Illes Balears | 2        |

#### Capdepera
| Candidatura | Candidatura                            | Regidors |
| ----------- | -------------------------------------- | -------- |
|             | Partit Socialista de les Illes Balears | 8        |
|             | Més per Mallorca                       | 4        |
|             | Partit Popular                         | 3        |
|             | Es Grup - El PI                        | 1        |
|             | Podem - EUIB                           | 1        |

#### Son Servera
| Candidatura | Candidatura                                           | Regidors |
| ----------- | ----------------------------------------------------- | -------- |
|             | Partit Socialista de les Illes Balears                | 6        |
|             | Partit Popular                                        | 4        |
|             | On Son Servera-El Pi                                  | 3        |
|             | Independents per Son Servera, Cala Millor i Cala Bona | 3        |
|             | Podem - EUIB                                          | 1        |

#### Formentera
| Candidatura | Candidatura                            | Regidors |
| ----------- | -------------------------------------- | -------- |
|             | Gent per Formentera                    | 6        |
|             | Sa Unió                                | 6        |
|             | Partit Socialista de les Illes Balears | 5        |

#### Andratx
| Candidatura | Candidatura                            | Regidors |
| ----------- | -------------------------------------- | -------- |
|             | Partit Popular                         | 5        |
|             | Partit Socialista de les Illes Balears | 4        |
|             | Proposta per les Illes                 | 3        |
|             | Més per Mallorca                       | 3        |
|             | Ciutadans                              | 1        |
|             | Podem - EUIB                           | 1        |

#### Campos
| Candidatura | Candidatura                 | Regidors |
| ----------- | --------------------------- | -------- |
|             | Partit Popular              | 10       |
|             | Endavant Campos (PSIB+EUIB) | 3        |
|             | Més per Mallorca            | 2        |
|             | Vox                         | 1        |
|             | Proposta per les Illes      | 1        |

#### Alaior
| Candidatura | Candidatura                        | Regidors |
| ----------- | ---------------------------------- | -------- |
|             | Partit Popular                     | 7        |
|             | Junts per Lô (PSIB+MpM+EUIB+Podem) | 6        |

#### Sant Llorenç des Cardassar
| Candidatura | Candidatura                            | Regidors |
| ----------- | -------------------------------------- | -------- |
|             | Grup Independent de Son Carrió         | 5        |
|             | Partit Socialista de les Illes Balears | 4        |
|             | Partit Popular                         | 2        |
|             | Proposta per les Illes                 | 1        |
|             | Més per Mallorca                       | 1        |

#### Binissalem
| Candidatura | Candidatura                            | Regidors |
| ----------- | -------------------------------------- | -------- |
|             | Unió per Binissalem                    | 5        |
|             | Partit Popular                         | 4        |
|             | Més per Mallorca                       | 2        |
|             | Partit Socialista de les Illes Balears | 2        |

#### Artà
| Candidatura | Candidatura                            | Regidors |
| ----------- | -------------------------------------- | -------- |
|             | Partit Socialista de les Illes Balears | 5        |
|             | Unió Independent d’Arta                | 3        |
|             | Proposta per les Illes                 | 3        |
|             | Partit Popular                         | 1        |
|             | Alternativa per Artà                   | 1        |

#### Es Castell
| Candidatura | Candidatura                            | Regidors |
| ----------- | -------------------------------------- | -------- |
|             | Partit Popular                         | 5        |
|             | Partit Socialista de les Illes Balears | 4        |
|             | Som Es Castell                         | 3        |
|             | Proposta per les Illes                 | 1        |

#### Muro
| Candidatura | Candidatura                            | Regidors |
| ----------- | -------------------------------------- | -------- |
|             | Unió Independents de Muro              | 4        |
|             | Convergència Democràtica Murera        | 2        |
|             | Partit Socialista de les Illes Balears | 2        |
|             | Proposta per les Illes                 | 2        |
|             | Més per Mallorca                       | 2        |
|             | Partit Popular                         | 1        |

#### Santa Maria del Camí
| Candidatura | Candidatura                            | Regidors |
| ----------- | -------------------------------------- | -------- |
|             | Més per Mallorca                       | 6        |
|             | Partit Popular                         | 5        |
|             | Partit Socialista de les Illes Balears | 1        |
|             | Alternativa per Santa Maria            | 1        |

#### Bunyola
| Candidatura | Candidatura                            | Regidors |
| ----------- | -------------------------------------- | -------- |
|             | Esquerra Oberta de Bunyola             | 5        |
|             | Assemblea Veïnal Independent           | 3        |
|             | Partit Popular                         | 2        |
|             | Partit Socialista de les Illes Balears | 2        |
|             | Vox                                    | 1        |

#### Sant Lluís
| Candidatura | Candidatura                            | Regidors |
| ----------- | -------------------------------------- | -------- |
|             | Partit Popular                         | 4        |
|             | Partit Socialista de les Illes Balears | 4        |
|             | Volem Sant Lluís                       | 3        |
|             | Proposta per les Illes                 | 1        |
|             | Ciutadans                              | 1        |

#### Sant Joan de Labritja
| Candidatura | Candidatura                            | Regidors |
| ----------- | -------------------------------------- | -------- |
|             | Partit Popular                         | 10       |
|             | Partit Socialista de les Illes Balears | 2        |
|             | Podem - EUIB                           | 1        |

#### Lloseta
| Candidatura | Candidatura                            | Regidors |
| ----------- | -------------------------------------- | -------- |
|             | Partit Socialista de les Illes Balears | 6        |
|             | Partit Popular                         | 2        |
|             | Més per Mallorca                       | 2        |
|             | Socialistes Independents de Lloseta    | 1        |
|             | Ciutadans                              | 1        |
|             | Proposta per les Illes                 | 1        |

#### Algaida
| Candidatura | Candidatura                            | Regidors |
| ----------- | -------------------------------------- | -------- |
|             | Partit Socialista de les Illes Balears | 6        |
|             | Partit Popular                         | 4        |
|             | Més per Mallorca                       | 3        |

#### Alaró
| Candidatura | Candidatura                            | Regidors |
| ----------- | -------------------------------------- | -------- |
|             | Partit Popular                         | 8        |
|             | Partit Socialista de les Illes Balears | 3        |
|             | Més per Mallorca                       | 2        |

#### Porreres
| Candidatura | Candidatura                            | Regidors |
| ----------- | -------------------------------------- | -------- |
|             | Proposta per les Illes                 | 6        |
|             | Més per Mallorca                       | 3        |
|             | Partit Popular                         | 3        |
|             | Partit Socialista de les Illes Balears | 1        |

#### Es Mercadal
| Candidatura | Candidatura                            | Regidors |
| ----------- | -------------------------------------- | -------- |
|             | Partit Socialista de les Illes Balears | 5        |
|             | Entesa                                 | 4        |
|             | Partit Popular                         | 2        |

#### Ses Salines
| Candidatura | Candidatura                      | Regidors |
| ----------- | -------------------------------- | -------- |
|             | Endavant (PSIB+MÉS+Independents) | 5        |
|             | Partit Popular                   | 4        |
|             | Proposta per les Illes           | 1        |
|             | Ciutadans                        | 1        |

#### Ferreries
| Candidatura | Candidatura                            | Regidors |
| ----------- | -------------------------------------- | -------- |
|             | Entesa                                 | 6        |
|             | Partit Popular                         | 4        |
|             | Partit Socialista de les Illes Balears | 1        |

#### Consell
| Candidatura | Candidatura                            | Regidors |
| ----------- | -------------------------------------- | -------- |
|             | Partit Socialista de les Illes Balears | 5        |
|             | Proposta per les Illes                 | 2        |
|             | Partit Popular                         | 2        |
|             | Som Consell                            | 1        |
|             | Més per Mallorca                       | 1        |

#### Selva
| Candidatura | Candidatura                            | Regidors |
| ----------- | -------------------------------------- | -------- |
|             | Partit Popular                         | 6        |
|             | Arrelam                                | 3        |
|             | Partit Socialista de les Illes Balears | 1        |
|             | Proposta per les Illes                 | 1        |

#### Sineu
| Candidatura | Candidatura                            | Regidors |
| ----------- | -------------------------------------- | -------- |
|             | Partit Popular                         | 5        |
|             | Gent per Sineu                         | 4        |
|             | Partit Socialista de les Illes Balears | 1        |
|             | Ciutadans                              | 1        |

#### Vilafranca de Bonany
| Candidatura | Candidatura                            | Regidors |
| ----------- | -------------------------------------- | -------- |
|             | Partit per al Poble                    | 6        |
|             | ARA Candidatura Unitària de Vilafranca | 5        |

#### Sencelles
| Candidatura | Candidatura                            | Regidors |
| ----------- | -------------------------------------- | -------- |
|             | Proposta per les Illes                 | 5        |
|             | Partit Popular                         | 3        |
|             | Partit Socialista de les Illes Balears | 1        |
|             | Més per Mallorca                       | 1        |
|             | Volem Sencelles                        | 1        |

#### Montuïri
| Candidatura | Candidatura                            | Regidors |
| ----------- | -------------------------------------- | -------- |
|             | Més per Mallorca                       | 5        |
|             | Partit Popular                         | 5        |
|             | Partit Socialista de les Illes Balears | 1        |

#### Petra
| Candidatura | Candidatura            | Regidors |
| ----------- | ---------------------- | -------- |
|             | Proposta per les Illes | 5        |
|             | Partit Popular         | 3        |
|             | Més per Mallorca       | 3        |

#### Campanet
| Candidatura | Candidatura                            | Regidors |
| ----------- | -------------------------------------- | -------- |
|             | Més per Mallorca                       | 5        |
|             | Partit Socialista de les Illes Balears | 4        |
|             | Proposta per les Illes                 | 1        |
|             | Partit Popular                         | 1        |

#### Llubí
| Candidatura | Candidatura      | Regidors |
| ----------- | ---------------- | -------- |
|             | Més per Mallorca | 6        |
|             | Ciutadans        | 2        |
|             | Feina per Llubí  | 2        |
|             | Partit Popular   | 1        |

#### Maria de la Salut
| Candidatura | Candidatura                            | Regidors |
| ----------- | -------------------------------------- | -------- |
|             | Proposta per les Illes                 | 3        |
|             | Per Maria                              | 3        |
|             | Partit Popular                         | 3        |
|             | Partit Socialista de les Illes Balears | 2        |

#### Sant Joan
| Candidatura | Candidatura                            | Regidors |
| ----------- | -------------------------------------- | -------- |
|             | Proposta per les Illes                 | 5        |
|             | Assemblea per Sant Joan - MÉS          | 3        |
|             | Partit Popular                         | 2        |
|             | Partit Socialista de les Illes Balears | 1        |

#### Puigpunyent
| Candidatura | Candidatura                            | Regidors |
| ----------- | -------------------------------------- | -------- |
|             | Partit Socialista de les Illes Balears | 5        |
|             | Independents de Puigpunyent i Galilea  | 3        |
|             | Partit Popular                         | 1        |

#### Valldemossa
| Candidatura | Candidatura                     | Regidors |
| ----------- | ------------------------------- | -------- |
|             | Grup Independent de Valldemossa | 5        |
|             | Partit Popular                  | 2        |
|             | La Valldemossa que Volem        | 2        |

#### Santa Eugènia
| Candidatura | Candidatura                            | Regidors |
| ----------- | -------------------------------------- | -------- |
|             | Partit Popular                         | 3        |
|             | Partit Socialista de les Illes Balears | 3        |
|             | Feim Santa Eugènia                     | 3        |

#### Mancor de la Vall
| Candidatura | Candidatura      | Regidors |
| ----------- | ---------------- | -------- |
|             | Més per Mallorca | 5        |
|             | Partit Popular   | 4        |

#### Es Migjorn Gran
| Candidatura | Candidatura                            | Regidors |
| ----------- | -------------------------------------- | -------- |
|             | Partit Popular                         | 5        |
|             | Partit Socialista de les Illes Balears | 4        |

#### Lloret de Vistalegre
| Candidatura | Candidatura                            | Regidors |
| ----------- | -------------------------------------- | -------- |
|             | Endavant Lloret                        | 6        |
|             | Partit Socialista de les Illes Balears | 2        |
|             | Partit Popular                         | 1        |

#### Costitx
| Candidatura | Candidatura            | Regidors |
| ----------- | ---------------------- | -------- |
|             | Proposta per les Illes | 7        |
|             | Agrupació de Costitx   | 1        |
|             | Partit Popular         | 1        |

#### Búger
| Candidatura | Candidatura                            | Regidors |
| ----------- | -------------------------------------- | -------- |
|             | Partit Socialista de les Illes Balears | 4        |
|             | Més per Mallorca                       | 3        |
|             | Partit Popular                         | 2        |

#### Ariany
| Candidatura | Candidatura                            | Regidors |
| ----------- | -------------------------------------- | -------- |
|             | Proposta per les Illes                 | 6        |
|             | Partit Socialista de les Illes Balears | 1        |

#### Fornalutx
| Candidatura | Candidatura                            | Regidors |
| ----------- | -------------------------------------- | -------- |
|             | Partit Popular                         | 3        |
|             | Independents Fornalutx                 | 3        |
|             | Partit Socialista de les Illes Balears | 1        |

#### Deià
| Candidatura | Candidatura            | Regidors |
| ----------- | ---------------------- | -------- |
|             | DEIA                   | 5        |
|             | Proposta per les Illes | 2        |

#### Banyalbufar
| Candidatura | Candidatura            | Regidors |
| ----------- | ---------------------- | -------- |
|             | Proposta per les Illes | 4        |
|             | Més per Mallorca       | 3        |

#### Estellencs
| Candidatura | Candidatura      | Regidors |
| ----------- | ---------------- | -------- |
|             | Partit Popular   | 5        |
|             | Més per Mallorca | 2        |

#### Escorca
| Candidatura | Candidatura    | Regidors |
| ----------- | -------------- | -------- |
|             | Partit Popular | 5        |

## Alcaldes Catalunya
| Municipi                                    | Data possessió | Alcalde/ssa                               | Coalició     |
| Abrera                                      | 15/06/2019     | JESÚS NAHARRO RODRÍGUEZ                   | PSC-CP       |
| Aguilar de Segarra                          | 15/06/2019     | PERE ALIAGUILLA ARNAO                     | JxCat- JUNTS |
| Aiguafreda                                  | 15/06/2019     | MIQUEL PARELLA I CODINA                   | JxCat- JUNTS |
| Alella                                      | 15/06/2019     | MARC ALMENDRO I CAMPILLO                  | ERC-AM       |
| Alpens                                      | 15/06/2019     | MONTSERRAT BARNIOL CARCASONA              | ERC-AM       |
| Ametlla del Vallès, L'                      | 15/06/2019     | PEP MORET I TANYÀ                         | ERC-AM       |
| Arenys de Mar                               | 15/06/2019     | ANNABEL MORENO I NOGUÉ                    | ERC-AM       |
| Arenys de Munt                              | 15/06/2019     | JOSEP SANCHEZ I CAMPS                     | ERC-AM       |
| Argençola                                   | 15/06/2019     | GUMERSIND PARCERISAS SERRA                | ERC-AM       |
| Argentona                                   | 15/06/2019     | EUDALD CALVO I CATALÀ                     | ERC-AM       |
| Artés                                       | 15/06/2019     | ENRIC FORCADA I VALIENTE                  | ERC-AM       |
| Avià                                        | 15/06/2019     | PATROCINI CANAL BURNIOL                   | Altres       |
| Avinyó                                      | 15/06/2019     | EUDALD VILASECA I FONT                    | ERC-AM       |
| Avinyonet del Penedès                       | 15/06/2019     | CÉSAR HERRAIZ PUJOL                       | JxCat- JUNTS |
| Badalona                                    | 02/05/2020     | AÏDA LLAURADÓ ÁLVAREZ                     | ECG-CeC      |
| Badia del Vallès                            | 15/06/2019     | EVA MARIA MENOR CANTADOR                  | PSC-CP       |
| Bagà                                        | 15/06/2019     | JOAN OÑA FOLCRÀ                           | ERC-AM       |
| Balenyà                                     | 15/06/2019     | CARLES VALLS ARNÓ                         | Altres       |
| Balsareny                                   | 15/06/2019     | NOELIA RAMIREZ CALATRAVA                  | JxCat- JUNTS |
| Barberà del Vallès                          | 15/06/2019     | FRANCISCO JAVIER (XAVIER) GARCES TRILLO   | PSC-CP       |
| Barcelona                                   | 15/06/2019     | ADA COLAU BALLANO                         | ECG-CeC      |
| Begues                                      | 15/06/2019     | MARIA MERCÈ ESTEVE PI                     | JxCat- JUNTS |
| Bellprat                                    | 15/06/2019     | CARLES POL GUAL                           | ERC-AM       |
| Berga                                       | 15/06/2019     | MONTSERRAT VENTURÓS VILLALBA              | CUP-Amunt    |
| Bigues i Riells                             | 15/06/2019     | JOAN JOSEP GALIANO I PERALTA              | ERC-AM       |
| Borredà                                     | 15/06/2019     | JESÚS SOLANELLAS ALTARRIBA                | Altres       |
| Bruc, El                                    | 15/06/2019     | BÀRBARA ORTUÑO ESCRIU                     | ERC-AM       |
| Brull, El                                   | 15/06/2019     | FERRAN TEIXIDÓ TURNER                     | Altres       |
| Cabanyes, Les                               | 15/06/2019     | AGUSTÍ VALLVERDÚ GIL                      | JxCat- JUNTS |
| Cabrera d'Anoia                             | 15/06/2019     | JAUME GORREA ORTIZ                        | ERC-AM       |
| Cabrera de Mar                              | 15/06/2019     | JORDI MIR I BOIX                          | JxCat- JUNTS |
| Cabrils                                     | 15/06/2019     | MAITE VIÑALS CLEMENTE                     | ERC-AM       |
| Calaf                                       | 15/06/2019     | JORDI BADIA PEREA                         | ERC-AM       |
| Calders                                     | 15/06/2019     | EDUARD SÀNCHEZ CAMPOY                     | JxCat- JUNTS |
| Caldes d'Estrac                             | 15/06/2019     | ROSA POU I BARÓ                           | ERC-AM       |
| Caldes de Montbui                           | 15/06/2019     | ISIDRE PINEDA I MONCUSÍ                   | ERC-AM       |
| Calella                                     | 15/06/2019     | MONTSERRAT CANDINI PUIG                   | JxCat- JUNTS |
| Calldetenes                                 | 15/06/2019     | MARC VERDAGUER MONTANYA                   | JxCat- JUNTS |
| Callús                                      | 15/06/2019     | JOAN BADIA I PUJOL                        | ERC-AM       |
| Calonge de Segarra                          | 15/06/2019     | XAVIER NADAL MASANA                       | JxCat- JUNTS |
| Campins                                     | 15/06/2019     | MARIA IMMACULADA FONT I MICOLA            | ERC-AM       |
| Canet de Mar                                | 15/06/2019     | BLANCA ARBELL BRUGAROLA                   | ERC-AM       |
| Canovelles                                  | 15/06/2019     | EMILIANO CORDERO SORIA                    | PSC-CP       |
| Cànoves i Samalús                           | 15/06/2019     | JOSEP CUCH CODINA                         | Altres       |
| Canyelles                                   | 15/06/2019     | ROSA HUGUET I SUGRANYES                   | JxCat- JUNTS |
| Capellades                                  | 15/06/2019     | SALVADOR VIVES ALARI                      | ERC-AM       |
| Capolat                                     | 15/06/2019     | JOSEP MARIA MOSOLL SANT                   | Altres       |
| Cardedeu                                    | 15/06/2019     | ENRIC OLIVÉ I MANTÉ                       | ERC-AM       |
| Cardona                                     | 15/06/2019     | FERRAN ESTRUCH I TORRENTS                 | ERC-AM       |
| Carme                                       | 15/06/2019     | MARC SANCHEZ RODRIGUEZ                    | ERC-AM       |
| Casserres                                   | 15/06/2019     | JOSEP COLILLAS SABARTÉS                   | ERC-AM       |
| Castell de l'Areny                          | 15/06/2019     | PEDRO RAJA CARMONA                        | JxCat- JUNTS |
| Castellar de n'Hug                          | 15/06/2019     | SALVADOR JUNCÀ ARMENGOU                   | JxCat- JUNTS |
| Castellar del Riu                           | 15/06/2019     | ADRIÀ SOLÉ GIRALT                         | JxCat- JUNTS |
| Castellar del Vallès                        | 15/06/2019     | IGNASI GIMENEZ RENOM                      | PSC-CP       |
| Castellbell i el Vilar                      | 15/06/2019     | Mª MONTSERRAT BADIA MORENO                | PSC-CP       |
| Castellbisbal                               | 15/06/2019     | JOAN PLAYÀ GUIRADO                        | ECG-CeC      |
| Castellcir                                  | 15/06/2019     | EDUARD GUITERAS PARÉ                      | ERC-AM       |
| Castelldefels                               | 15/06/2019     | MARIA ASUNCION MIRANDA CUERVAS            | PSC-CP       |
| Castellet i la Gornal                       | 15/06/2019     | MIGUEL DELGADO ALMANSA                    | PSC-CP       |
| Castellfollit de Riubregós                  | 15/06/2019     | JORDI CASES CAMATS                        | JxCat- JUNTS |
| Castellfollit del Boix                      | 15/06/2019     | CELESTI RIUS PRAT                         | Altres       |
| Castellgalí                                 | 15/06/2019     | CRISTÒFOL GIMENO IGLESIAS                 | PSC-CP       |
| Castellnou de Bages                         | 15/06/2019     | DOMÈNEC ÒRRIT I PUJOL                     | ERC-AM       |
| Castellolí                                  | 15/06/2019     | JOAN SERRA MUSET                          | ERC-AM       |
| Castellterçol                               | 15/06/2019     | ISAAC BURGOS LOZANO                       | Altres       |
| Castellví de la Marca                       | 15/06/2019     | XAVIER RAMOS I PUJOL                      | JxCat- JUNTS |
| Castellví de Rosanes                        | 15/06/2019     | ADRIA CAMINO FIDEU                        | JxCat- JUNTS |
| Centelles                                   | 15/06/2019     | JOSEP PARÉ AREGALL                        | PSC-CP       |
| Cercs                                       | 15/06/2019     | JESÚS CALDERER PALAU                      | JxCat- JUNTS |
| Cerdanyola del Vallès                       | 15/06/2019     | CARLOS CORDON NUÑEZ                       | PSC-CP       |
| Cervelló                                    | 15/06/2019     | JOSÉ IGNACIO APARICIO CIRIA               | PSC-CP       |
| Collbató                                    | 15/06/2019     | MIQUEL SOLA NAVARRO                       | ERC-AM       |
| Collsuspina                                 | 15/06/2019     | ORIOL BATLLÓ I FARRIOL                    | ERC-AM       |
| Copons                                      | 15/06/2019     | ALEJANDRO PREHN FAURA                     | Altres       |
| Corbera de Llobregat                        | 15/06/2019     | MARIA MONTSERRAT FEBRERO I PIERA          | ERC-AM       |
| Cornellà de Llobregat                       | 15/06/2019     | ANTONIO BALMÓN ARÉVALO                    | PSC-CP       |
| Cubelles                                    | 15/06/2019     | ROSA MONTSERRAT FONOLL VENTURA            | Altres       |
| Dosrius                                     | 15/06/2019     | SILVIA GARRIDO GALERA                     | PSC-CP       |
| Esparreguera                                | 15/06/2019     | EDUARD RIVAS MATEO                        | PSC-CP       |
| Esplugues de Llobregat                      | 15/06/2019     | PILAR DÍAZ ROMERO                         | PSC-CP       |
| Espunyola, L'                               | 15/06/2019     | ALBERT ALTARRIBA ROMAGOSA                 | ERC-AM       |
| Estany, L'                                  | 15/06/2019     | SALVADOR TRESSERRA I PURTÍ                | ERC-AM       |
| Figaró-Montmany                             | 15/06/2019     | RAMON GARCIA GONZALEZ                     | Altres       |
| Fígols                                      | 15/06/2019     | ANTONIO GARCIA DIAZ                       | JxCat- JUNTS |
| Fogars de la Selva                          | 15/06/2019     | JOSEP VILÀ CAMPS                          | Altres       |
| Fogars de Montclús                          | 15/06/2019     | ALBERT ROVIRA I ROVIRA                    | JxCat- JUNTS |
| Folgueroles                                 | 15/06/2019     | XAVIER ROVIRÓ ALEMANY                     | ERC-AM       |
| Fonollosa                                   | 15/06/2019     | ELOI HERNÀNDEZ I MOSELLA                  | ERC-AM       |
| Font-rubí                                   | 15/06/2019     | XAVIER LLUCH LLOPART                      | JxCat- JUNTS |
| Franqueses del Vallès, Les                  | 15/06/2019     | FRANCESC COLOMÉ I TENAS                   | JxCat- JUNTS |
| Gaià                                        | 15/06/2019     | ENRIC ARMENGOU VALL DE VILARAMÓ           | JxCat- JUNTS |
| Gallifa                                     | 15/06/2019     | MATEU COMALRENA DE SOBREGRAU I ESTEVE     | JxCat- JUNTS |
| Garriga, La                                 | 15/06/2019     | DOLORS CASTELLÀ I PUIG                    | ERC-AM       |
| Gavà                                        | 15/06/2019     | RAQUEL SÁNCHEZ JIMÉNEZ                    | PSC-CP       |
| Gelida                                      | 15/06/2019     | LLUÏSA LLOP FERNÀNDEZ                     | ERC-AM       |
| Gironella                                   | 15/06/2019     | DAVID FONT SIMON                          | JxCat- JUNTS |
| Gisclareny                                  | 15/06/2019     | JOAN TOR TOMAS                            | ERC-AM       |
| Granada, La                                 | 15/06/2019     | JOAN COLS CANALS                          | JxCat- JUNTS |
| Granera                                     | 15/06/2019     | PERE GENESCÀ GIRBAU                       | JxCat- JUNTS |
| Granollers                                  | 15/06/2019     | JOSEP MAYORAL ANTIGAS                     | PSC-CP       |
| Gualba                                      | 15/06/2019     | MARC URIACH CORTINAS                      | JxCat- JUNTS |
| Guardiola de Berguedà                       | 15/06/2019     | JOSEP PERE LARA TRISTANTE                 | JxCat- JUNTS |
| Gurb                                        | 15/06/2019     | JOSEP CASASSAS I JORDÀ                    | ERC-AM       |
| Hospitalet de Llobregat, L'                 | 15/06/2019     | NÚRIA MARÍN MARTÍNEZ                      | PSC-CP       |
| Hostalets de Pierola, Els                   | 15/06/2019     | GERARD PARCERISAS VALLS                   | ERC-AM       |
| Igualada                                    | 15/06/2019     | MARC CASTELLS BERZOSA                     | JxCat- JUNTS |
| Jorba                                       | 15/06/2019     | DAVID SANCHEZ GARCIA                      | ERC-AM       |
| Llacuna, La                                 | 15/06/2019     | JOSEP PARERA TORT                         | JxCat- JUNTS |
| Llagosta, La                                | 15/06/2019     | OSCAR SIERRA GAONA                        | PSC-CP       |
| Lliçà d'Amunt                               | 15/06/2019     | IGNACIO SIMÓN ORTOLL                      | PSC-CP       |
| Lliçà de Vall                               | 15/06/2019     | MARTA BERTRAN I RAMON                     | ERC-AM       |
| Llinars del Vallès                          | 15/06/2019     | MARTÍ PUJOL I CASALS                      | ERC-AM       |
| Lluçà                                       | 15/06/2019     | EVA BOIXADÉ CALM                          | ERC-AM       |
| Malgrat de Mar                              | 15/06/2019     | JOAN MERCADER CARBÓ                       | PSC-CP       |
| Malla                                       | 15/06/2019     | EUDALD SENTMARTÍ CASTAÑÉ                  | Altres       |
| Manlleu                                     | 15/06/2019     | ÀLEX GARRIDO I SERRA                      | ERC-AM       |
| Manresa                                     | 15/06/2019     | VALENTÍ JUNYENT TORRAS                    | JxCat- JUNTS |
| Marganell                                   | 15/06/2019     | VERONICA HIRANO EFFING                    | JxCat- JUNTS |
| Martorell                                   | 15/06/2019     | XAVIER FONOLLOSA COMAS                    | JxCat- JUNTS |
| Martorelles                                 | 15/06/2019     | MARC CANDELA I CALLADO                    | ERC-AM       |
| Masies de Roda, Les                         | 15/06/2019     | JORDI VISTÓS I MAS                        | ERC-AM       |
| Masies de Voltregà, Les                     | 15/06/2019     | SERGI VILAMALA BASTARRAS                  | PSC-CP       |
| Masnou, El                                  | 15/06/2019     | JAUME OLIVERAS I MARISTANY                | ERC-AM       |
| Masquefa                                    | 15/06/2019     | XAVIER BOQUETE SAIZ                       | JxCat- JUNTS |
| Matadepera                                  | 15/06/2019     | NIL LÓPEZ CRESPO                          | JxCat- JUNTS |
| Mataró                                      | 15/06/2019     | DAVID BOTE PAZ                            | PSC-CP       |
| Mediona                                     | 15/06/2019     | JULI SILVESTRE I MARTINEZ                 | ERC-AM       |
| Moià                                        | 15/06/2019     | DIONÍS GUITERAS I RUBIO                   | ERC-AM       |
| Molins de Rei                               | 15/06/2019     | XAVIER (XAVI) PAZ PENCHE                  | PSC-CP       |
| Mollet del Vallès                           | 15/06/2019     | JOSEP MONRAS GALINDO                      | PSC-CP       |
| Monistrol de Calders                        | 15/06/2019     | RAMON VANCELLS CASACUBERTA                | CUP-Amunt    |
| Monistrol de Montserrat                     | 15/06/2019     | JOAN MIGUEL I RODRÍGUEZ                   | ERC-AM       |
| Montcada i Reixac                           | 15/06/2019     | LAURA CAMPOS FERRER                       | ECG-CeC      |
| Montclar                                    | 15/06/2019     | RAQUEL SALA PRAT                          | ERC-AM       |
| Montesquiu                                  | 25/02/2020     | JAUME ROMEU CRUELLS                       | JxCat- JUNTS |
| Montgat                                     | 18/12/2019     | ANDRÉS ABSIL SOLA                         | PSC-CP       |
| Montmajor                                   | 15/06/2019     | MARIA DEL MAR MONELL DAVINS               | ERC-AM       |
| Montmaneu                                   | 15/06/2019     | ÀNGEL FARRÉ CARULLA                       | JxCat- JUNTS |
| Montmeló                                    | 15/06/2019     | PEDRO RODRIGUEZ RODRIGUEZ                 | PSC-CP       |
| Montornès del Vallès                        | 15/06/2019     | JOSÉ ANTONIO MONTERO DOMÍNGUEZ (ICV-EUIA) | ECG-CeC      |
| Montseny                                    | 15/06/2019     | NÚRIA MASNOU I PUJOL                      | ERC-AM       |
| Muntanyola                                  | 15/06/2019     | CARLES MORERA I CALM                      | ERC-AM       |
| Mura                                        | 15/06/2019     | MONTSERRAT PLAYÀ CAMPS                    | JxCat- JUNTS |
| Navarcles                                   | 15/06/2019     | JOSEP MARIA FELIU I SELGA                 | ERC-AM       |
| Navàs                                       | 15/06/2019     | SALVADOR BUSQUETS I GUBIANAS              | ERC-AM       |
| Nou de Berguedà, La                         | 15/06/2019     | MARIA MERCÈ FUENTES PUJOL                 | Altres       |
| Òdena                                       | 15/06/2019     | MARIA SAYAVERA SEUBA                      | ERC-AM       |
| Olèrdola                                    | 15/06/2019     | LUCAS RAMIREZ BÚRDALO                     | Altres       |
| Olesa de Bonesvalls                         | 15/06/2019     | PEDRO JUAN JUAN                           | PSC-CP       |
| Olesa de Montserrat                         | 15/06/2019     | MIQUEL RIERA REY                          | ECG-CeC      |
| Olivella                                    | 15/06/2019     | MARTA VERDEJO SANCHEZ                     | PSC-CP       |
| Olost                                       | 15/06/2019     | JOSEP MARIA FREIXANET I MAYANS            | ERC-AM       |
| Olvan                                       | 15/06/2019     | SEBASTIÀ PRAT GUILAÑA                     | CUP-Amunt    |
| Orís                                        | 15/06/2019     | ARNAU BASCO CIRERA                        | JxCat- JUNTS |
| Oristà                                      | 15/06/2019     | MARC SUCARRATS SABATÉS                    | JxCat- JUNTS |
| Orpí                                        | 15/06/2019     | IMMA PALET RUBIÓ                          | ERC-AM       |
| Òrrius                                      | 15/06/2019     | JORDI RULL I CLAUS                        | ERC-AM       |
| Pacs del Penedès                            | 15/06/2019     | MONTSERRAT MASCARÓ GRAS                   | JxCat- JUNTS |
| Palafolls                                   | 15/06/2019     | FRANCESC ALEMANY MARTÍNEZ                 | ERC-AM       |
| Palau-solità i Plegamans                    | 15/06/2019     | ORIOL LOZANO ROCABRUNA                    | ERC-AM       |
| Pallejà                                     | 15/06/2019     | ASCENSIÓN (ASCEN) RATIA CHECA             | ECG-CeC      |
| Palma de Cervelló, La                       | 15/06/2019     | XAVIER GONZÁLEZ ALEMANY                   | ECG-CeC      |
| Papiol, El                                  | 15/06/2019     | JOAN BORRÀS I ALBORCH                     | ERC-AM       |
| Parets del Vallès                           | 15/06/2019     | JORDI SEGUER I ROMERO                     | ERC-AM       |
| Perafita                                    | 15/06/2019     | RAMON CASALS COSTA                        | JxCat- JUNTS |
| Piera                                       | 15/06/2019     | JORDI MADRID ROCA                         | ERC-AM       |
| Pineda de Mar                               | 15/06/2019     | XAVIER AMOR MARTÍN                        | PSC-CP       |
| Pla del Penedès, El                         | 15/06/2019     | VANESSA GASCÓ MOLNER                      | JxCat- JUNTS |
| Pobla de Claramunt, La                      | 15/06/2019     | ANTONI MABRAS MARIMON                     | Altres       |
| Pobla de Lillet, La                         | 15/06/2019     | ENRIC PLA ARAMBERRI                       | ERC-AM       |
| Polinyà                                     | 15/06/2019     | JAVIER SILVA PEREZ                        | PSC-CP       |
| Pont de Vilomara i Rocafort, El             | 15/06/2019     | ENRIC CAMPÀS SERRA                        | PSC-CP       |
| Pontons                                     | 15/06/2019     | JOSE TUTUSAUS BESANTE                     | PPC          |
| Prat de Llobregat, El                       | 15/06/2019     | LLUIS MIJOLER MARTINEZ                    | ECG-CeC      |
| Prats de Lluçanès                           | 15/06/2019     | JORDI BRUCH FRANCH                        | JxCat- JUNTS |
| Prats de Rei, Els                           | 15/06/2019     | MARIA CRISTINA MAS SOTERAS                | ERC-AM       |
| Premià de Dalt                              | 15/06/2019     | JOSEP TRIADÓ I BERGÉS                     | JxCat- JUNTS |
| Premià de Mar                               | 15/06/2019     | MIQUEL ÀNGEL MÉNDEZ GIL                   | JxCat- JUNTS |
| Puig-reig                                   | 15/06/2019     | JOSEP MARIA ALTARRIBA ROCA (ALTI)         | ERC-AM       |
| Puigdàlber                                  | 15/06/2019     | MIQUEL VALLÈS ESTEVE                      | JxCat- JUNTS |
| Pujalt                                      | 15/06/2019     | PERE MASANA NADAL                         | ERC-AM       |
| Quar, La                                    | 15/06/2019     | MARTA PUIGANTELL BUSQUETA                 | ERC-AM       |
| Rajadell                                    | 15/06/2019     | JOAN CARLES LLUCH DE LA TORRE             | JxCat- JUNTS |
| Rellinars                                   | 15/06/2019     | MARTA ROQUÉ AUBIA                         | Altres       |
| Ripollet                                    | 15/06/2019     | JOSÉ MARÍA OSUNA LÓPEZ                    | Altres       |
| Roca del Vallès, La                         | 15/06/2019     | ALBERT GIL I GUTIÉRREZ                    | ERC-AM       |
| Roda de Ter                                 | 15/06/2019     | ALBERT SERRA VERGARA                      | Altres       |
| Rubí                                        | 15/06/2019     | ANA MARÍA MARTÍNEZ MARTÍNEZ               | PSC-CP       |
| Rubió                                       | 15/06/2019     | FRANCISCO MIGUEL ARCHELA GIL              | JxCat- JUNTS |
| Rupit i Pruit                               | 15/06/2019     | ALBERT MARCÉ I PUJOL                      | ERC-AM       |
| Sabadell                                    | 15/06/2019     | MARTA FARRES FALGUERAS                    | PSC-CP       |
| Sagàs                                       | 15/06/2019     | SILVIA TRIOLA COSTA                       | Altres       |
| Saldes                                      | 15/06/2019     | MOISÈS MASANAS LÓPEZ                      | ERC-AM       |
| Sallent                                     | 15/06/2019     | ORIOL RIBALTA I PINEDA                    | ERC-AM       |
| Sant Adrià de Besòs                         | 15/06/2019     | JOAN CALLAU BARTOLÍ                       | PSC-CP       |
| Sant Agustí de Lluçanès                     | 15/06/2019     | JOSEP PUJOL BOLADERAS                     | JxCat- JUNTS |
| Sant Andreu de la Barca                     | 15/06/2019     | MANUEL ENRIC LLORCA IBÁÑEZ                | PSC-CP       |
| Sant Andreu de Llavaneres                   | 15/06/2019     | JOAN MORA I BUCH (NANI)                   | ERC-AM       |
| Sant Antoni de Vilamajor                    | 15/06/2019     | RAÜL VALENTÍN DEL VALLE                   | Altres       |
| Sant Bartomeu del Grau                      | 15/06/2019     | DAVID PUYOL PEREZ                         | Altres       |
| Sant Boi de Llobregat                       | 15/06/2019     | LLUÏSA MORET SABIDO                       | PSC-CP       |
| Sant Boi de Lluçanès                        | 15/06/2019     | MARC PARÉS MUNS                           | Altres       |
| Sant Cebrià de Vallalta                     | 15/06/2019     | ALBERT PLA I BESOLÍ                       | ERC-AM       |
| Sant Celoni                                 | 15/06/2019     | RAÜL GARCIA RAMÍREZ                       | JxCat- JUNTS |
| Sant Climent de Llobregat                   | 15/06/2019     | ISIDRE SIERRA FUSTÉ                       | JxCat- JUNTS |
| Sant Cugat del Vallès                       | 15/06/2019     | MIREIA INGLA I MAS                        | ERC-AM       |
| Sant Cugat Sesgarrigues                     | 15/06/2019     | JORDI FERRER I VERGE                      | ERC-AM       |
| Sant Esteve de Palautordera                 | 15/06/2019     | DANIEL ANTONIO FERNANDEZ FUSTER           | JxCat- JUNTS |
| Sant Esteve Sesrovires                      | 15/06/2019     | ENRIC CARBONELL JORBA                     | PSC-CP       |
| Sant Feliu de Codines                       | 15/06/2019     | PERE PLADEVALL VALLCORBA                  | JxCat- JUNTS |
| Sant Feliu de Llobregat                     | 15/06/2019     | LIDIA MUÑOZ CÁCERES                       | ECG-CeC      |
| Sant Feliu Sasserra                         | 15/06/2019     | JOSEP ROMERO I BELTRAN                    | ERC-AM       |
| Sant Fost de Campsentelles                  | 09/09/2019     | CARLES MIQUEL I RUZAFA                    | ERC-AM       |
| Sant Fruitós de Bages                       | 17/06/2020     | ÀDRIA MAZCUÑAN I CLARET                   | ERC-AM       |
| Sant Hipòlit de Voltregà                    | 15/06/2019     | GERARD SANCHO VILALTA                     | JxCat- JUNTS |
| Sant Iscle de Vallalta                      | 15/06/2019     | EDUARD TURON MAINAT                       | ECG-CeC      |
| Sant Jaume de Frontanyà                     | 15/06/2019     | MANEL ANSELMO AMADOR                      | PSC-CP       |
| Sant Joan de Vilatorrada                    | 15/06/2019     | JORDI SOLERNOU VILALTA                    | Altres       |
| Sant Joan Despí                             | 15/06/2019     | ANTONI POVEDA ZAPATA                      | PSC-CP       |
| Sant Julià de Cerdanyola                    | 15/06/2019     | AGUSTÍ ELIAS CUNILL                       | ERC-AM       |
| Sant Julià de Vilatorta                     | 15/06/2019     | JOAN CARLES RODRÍGUEZ CASADEVALL          | ERC-AM       |
| Sant Just Desvern                           | 15/06/2019     | JOSEP PERPINYÀ I PALAU                    | PSC-CP       |
| Sant Llorenç d'Hortons                      | 15/06/2019     | JORDI FERRER DURICH                       | JxCat- JUNTS |
| Sant Llorenç Savall                         | 15/06/2019     | JOAN SOLÀ HERMS (PATAU)                   | ERC-AM       |
| Sant Martí d'Albars                         | 15/06/2019     | RAMON PADRÓS FERRER                       | JxCat- JUNTS |
| Sant Martí de Centelles                     | 15/06/2019     | NURIA ROCA CARRASCO                       | Altres       |
| Sant Martí de Tous                          | 15/06/2019     | DAVID ALQUEZAR CLARAMUNT                  | ERC-AM       |
| Sant Martí Sarroca                          | 15/06/2019     | JOSEP MARIA PADULLÉS ALTISENT             | Altres       |
| Sant Martí Sesgueioles                      | 15/06/2019     | ROSA NARBONA AGUSTÍN                      | ERC-AM       |
| Sant Mateu de Bages                         | 15/06/2019     | JOSEP MARIA JUNYENT SERRA                 | JxCat- JUNTS |
| Sant Pere de Ribes                          | 15/06/2019     | ABIGAIL GARRIDO TINTA                     | PSC-CP       |
| Sant Pere de Riudebitlles                   | 15/06/2019     | JOAN LLORT VIVES                          | JxCat- JUNTS |
| Sant Pere de Torelló                        | 15/06/2019     | JORDI FÀBREGA I COLOMER                   | ERC-AM       |
| Sant Pere de Vilamajor                      | 15/06/2019     | PAMELA ISUS I SAURI                       | ERC-AM       |
| Sant Pere Sallavinera                       | 15/06/2019     | MATIAS BOSCH BACARDIT                     | JxCat- JUNTS |
| Sant Pol de Mar                             | 15/06/2019     | ALBERT ZANCA I BROSSA                     | ERC-AM       |
| Sant Quintí de Mediona                      | 15/06/2019     | POL PAGÈS I PONT                          | ERC-AM       |
| Sant Quirze de Besora                       | 15/06/2019     | DAVID SOLA ROTA                           | CUP-Amunt    |
| Sant Quirze del Vallès                      | 15/06/2019     | ELISABETH OLIVERAS JORBA                  | ERC-AM       |
| Sant Quirze Safaja                          | 15/06/2019     | ANNA GUIXÀ I FISAS                        | JxCat- JUNTS |
| Sant Sadurní d'Anoia                        | 15/06/2019     | JOSEP MARIA RIBAS I FERRER                | ERC-AM       |
| Sant Sadurní d'Osormort                     | 15/06/2019     | ENRIC RIERA SANTAEULÀRIA                  | JxCat- JUNTS |
| Sant Salvador de Guardiola                  | 15/06/2019     | GEORGINA MERCADAL I VIÑALS                | ERC-AM       |
| Sant Vicenç de Castellet                    | 15/06/2019     | ADRIANA DELGADO I HERREROS                | ERC-AM       |
| Sant Vicenç de Montalt                      | 15/06/2019     | JAVIER SANDOVAL CARRILLO                  | PSC-CP       |
| Sant Vicenç de Torelló                      | 15/06/2019     | ÈRIC SIBINA I MÀRQUEZ                     | ERC-AM       |
| Sant Vicenç dels Horts                      | 15/06/2019     | MIGUEL COMINO HARO                        | PSC-CP       |
| Santa Cecília de Voltregà                   | 15/06/2019     | JOAN SENMARTI ESCARRA                     | JxCat- JUNTS |
| Santa Coloma de Cervelló                    | 15/06/2019     | ANNA MARTINEZ I ALMORIL                   | ECG-CeC      |
| Santa Coloma de Gramenet                    | 15/06/2019     | NÚRIA PARLON GIL                          | PSC-CP       |
| Santa Eugènia de Berga                      | 15/06/2019     | XAVIER FERNÁNDEZ SALA                     | JxCat- JUNTS |
| Santa Eulàlia de Riuprimer                  | 15/06/2019     | XEVI ROVIRA I MONTELLS                    | ERC-AM       |
| Santa Eulàlia de Ronçana                    | 15/06/2019     | FRANCESC BONET NIETO                      | Altres       |
| Santa Fe del Penedès                        | 15/06/2019     | JORDI RIUS COSIALLS                       | Altres       |
| Santa Margarida de Montbui                  | 15/06/2019     | JESUS MIGUEL JUAREZ TAMAYO                | ERC-AM       |
| Santa Margarida i els Monjos                | 15/06/2019     | IMMACULADA FERRET RAVENTÓS                | PSC-CP       |
| Santa Maria d'Oló                           | 15/06/2019     | XAVIER BARAUT I ROCA                      | ERC-AM       |
| Santa Maria de Besora                       | 15/06/2019     | CAMILO ADAM VILARRASA                     | Altres       |
| Santa Maria de Corcó                        | 15/06/2019     | ÀLEX MONTANYÀ I RIFÀ                      | ERC-AM       |
| Santa Maria de Martorelles                  | 15/06/2019     | LUIS MARIANO PINTOR I MATOS               | ERC-AM       |
| Santa Maria de Merlès                       | 15/06/2019     | JOSEP COSTA GARET                         | JxCat- JUNTS |
| Santa Maria de Miralles                     | 15/06/2019     | PERE ARGELICH PUJADÓ                      | JxCat- JUNTS |
| Santa Maria de Palautordera                 | 15/06/2019     | JORDI XENA IBAÑEZ                         | JxCat- JUNTS |
| Santa Perpètua de Mogoda                    | 15/06/2019     | ISABEL GARCIA RIPOLL                      | ECG-CeC      |
| Santa Susanna                               | 15/06/2019     | JOAN CAMPOLIER MONTSANT                   | JxCat- JUNTS |
| Santpedor                                   | 15/06/2019     | XAVIER CODINA I CASAS                     | ERC-AM       |
| Sentmenat                                   | 15/06/2019     | MARC VERNEDA URBANO                       | Altres       |
| Seva                                        | 15/06/2019     | MARIA ANNA PINEDA I MIR                   | ERC-AM       |
| Sitges                                      | 15/06/2019     | AURORA CARBONELL I ABELLA                 | ERC-AM       |
| Sobremunt                                   | 15/06/2019     | ALBERT GÜELL VALLBONA                     | Altres       |
| Sora                                        | 15/06/2019     | JANNA LOCHER CASAS                        | JxCat- JUNTS |
| Subirats                                    | 15/06/2019     | PERE PONS VENDRELL                        | JxCat- JUNTS |
| Súria                                       | 15/06/2019     | ALBERT COBERÓ AYMERICH                    | PSC-CP       |
| Tagamanent                                  | 15/06/2019     | IGNASI MARTÍNEZ MURCIANO                  | ERC-AM       |
| Talamanca                                   | 15/06/2019     | JOSEP TARIN CANALES                       | JxCat- JUNTS |
| Taradell                                    | 15/06/2019     | MERCÈ CABANAS SOLÀ                        | ERC-AM       |
| Tavèrnoles                                  | 15/06/2019     | CARLES BANÚS PUIGIVILA                    | JxCat- JUNTS |
| Tavertet                                    | 15/06/2019     | ALBERT PRADO OLMOS                        | JxCat- JUNTS |
| Teià                                        | 15/06/2019     | ANDREU BOSCH I RODOREDA                   | ERC-AM       |
| Terrassa                                    | 15/06/2019     | JORDI BALLART PASTOR                      | Altres       |
| Tiana                                       | 15/06/2019     | MARTA MARTORELL I CAMPS                   | ERC-AM       |
| Tona                                        | 15/06/2019     | AMADEU LLEOPART COSTA                     | Altres       |
| Tordera                                     | 15/06/2019     | JOAN CARLES GARCIA CAÑIZARES              | JxCat- JUNTS |
| Torelló                                     | 15/06/2019     | MARÇAL ORTUÑO I JOLIS                     | ERC-AM       |
| Torre de Claramunt, La                      | 15/06/2019     | JAUME RIBA BAYO                           | JxCat- JUNTS |
| Torrelavit                                  | 15/06/2019     | MANUEL RAVENTÓS I CUYÀS                   | ERC-AM       |
| Torrelles de Foix                           | 15/06/2019     | SERGI VALLÈS DOMINGO                      | JxCat- JUNTS |
| Torrelles de Llobregat                      | 15/06/2019     | IGNASI LLORENTE BRIONES                   | Altres       |
| Ullastrell                                  | 15/06/2019     | JAUME PUIG I PUIG (PUTXU)                 | ERC-AM       |
| Vacarisses                                  | 15/06/2019     | ANTONI MASANA I UBACH                     | ERC-AM       |
| Vallbona d'Anoia                            | 15/06/2019     | MERITXELL BAQUÉ LÓPEZ                     | CUP-Amunt    |
| Vallcebre                                   | 15/06/2019     | LLUIS CADENA ANDREU                       | JxCat- JUNTS |
| Vallgorguina                                | 15/06/2019     | JOAN MORA ALSINA                          | JxCat- JUNTS |
| Vallirana                                   | 15/06/2019     | EVA MARÍA MARTÍNEZ MORALES                | PSC-CP       |
| Vallromanes                                 | 15/06/2019     | DAVID RICART I MIRÓ                       | ERC-AM       |
| Veciana                                     | 15/06/2019     | JORDI SERVITJE TURULL                     | JxCat- JUNTS |
| Vic                                         | 15/06/2019     | ANNA ERRA SOLÀ                            | JxCat- JUNTS |
| Vilada                                      | 15/06/2019     | JOAQUIM ESPELT SANTANDREU                 | ERC-AM       |
| Viladecans                                  | 15/06/2019     | CARLES RUIZ NOVELLA                       | PSC-CP       |
| Viladecavalls                               | 15/06/2019     | CESCA BERENGUER PRIEGO                    | JxCat- JUNTS |
| Vilafranca del Penedès                      | 15/06/2019     | PERE REGULL RIBA                          | JxCat- JUNTS |
| Vilalba Sasserra                            | 15/06/2019     | JOAN PONS FIORI                           | JxCat- JUNTS |
| Vilanova de Sau                             | 15/06/2019     | JOAN RIERA COMELLAS                       | Altres       |
| Vilanova del Camí                           | 15/06/2019     | NOEMI TRUCHARTE CERVERA                   | PSC-CP       |
| Vilanova del Vallès                         | 15/06/2019     | YOLANDA LORENZO GARCIA                    | Altres       |
| Vilanova i la Geltrú                        | 15/06/2019     | OLGA ARNAU I SANABRA                      | ERC-AM       |
| Vilassar de Dalt                            | 15/06/2019     | CAROLA LLAURÓ I SASTRE                    | ERC-AM       |
| Vilassar de Mar                             | 15/06/2019     | DAMIÀ DEL CLOT I TRIAS                    | ERC-AM       |
| Vilobí del Penedès                          | 15/06/2019     | FRANCESC X. EDO VARGAS                    | PSC-CP       |
| Viver i Serrateix                           | 15/06/2019     | ISABEL SERRA MONTAÑA                      | JxCat- JUNTS |
| Agullana                                    | 15/06/2019     | JOSEP JOVELL PUJULÀ                       | JxCat- JUNTS |
| Aiguaviva                                   | 15/06/2019     | JOSEP PINSACH I RIERA                     | ERC-AM       |
| Albanyà                                     | 15/06/2019     | JOAN FABREGAS JORDA                       | JxCat- JUNTS |
| Albons                                      | 15/06/2019     | JOAN HOSTENCH DOÑABEITIA                  | JxCat- JUNTS |
| Alp                                         | 15/06/2019     | CARLOS ADSERA GUILLEN                     | Altres       |
| Amer                                        | 15/06/2019     | MARIA ROSA VILA I JUANHUIX                | JxCat- JUNTS |
| Anglès                                      | 15/06/2019     | ÀSTRID-VICTORIA DESSET DESSET             | JxCat- JUNTS |
| Arbúcies                                    | 15/06/2019     | PERE GARRIGA SOLA                         | Altres       |
| Argelaguer                                  | 15/06/2019     | ARTUR GINESTA I RAMBLA                    | Altres       |
| Armentera, L'                               | 15/06/2019     | NARCIS ISERN SERRA                        | JxCat- JUNTS |
| Avinyonet de Puigventós                     | 15/06/2019     | JULIA GIL VILAR                           | JxCat- JUNTS |
| Banyoles                                    | 15/06/2019     | MIQUEL NOGUER I PLANAS                    | JxCat- JUNTS |
| Bàscara                                     | 15/06/2019     | NARCÍS SAURINA I CLAVAGUERA               | ERC-AM       |
| Begur                                       | 15/06/2019     | MARIA TERESA (MAITE) SELVA HUERTAS        | JxCat- JUNTS |
| Bellcaire d'Empordà                         | 15/06/2019     | CECILIA BARNOSELL SABRIA                  | JxCat- JUNTS |
| Besalú                                      | 15/06/2019     | LLUÍS GUINÓ I SUBIRÓS                     | JxCat- JUNTS |
| Bescanó                                     | 15/06/2019     | XAVIER VINYOLES I COMPTA                  | ERC-AM       |
| Beuda                                       | 15/06/2019     | BERNAT SANZ I FERNÁNDEZ                   | JxCat- JUNTS |
| Bisbal d'Empordà, La                        | 15/06/2019     | ENRIC MARQUÈS SERRA                       | ERC-AM       |
| Biure                                       | 15/06/2019     | MARTÍ SANS PAIRUTO                        | PSC-CP       |
| Blanes                                      | 15/06/2019     | ANGEL CANOSA FERNANDEZ                    | ERC-AM       |
| Boadella i les Escaules                     | 15/06/2019     | DAVID CHECA GARRIDO                       | ERC-AM       |
| Bolvir                                      | 15/06/2019     | ISIDRE CHIA TRILLES                       | JxCat- JUNTS |
| Bordils                                     | 15/06/2019     | MONTSERRAT POU I COSTA                    | JxCat- JUNTS |
| Borrassà                                    | 15/06/2019     | FERRAN ROQUER I PADROSA                   | JxCat- JUNTS |
| Breda                                       | 15/06/2019     | DIDAC MANRESA MOLINS                      | ERC-AM       |
| Brunyola                                    | 15/06/2019     | ANNA MASCORT NOGUÉ                        | JxCat- JUNTS |
| Cabanelles                                  | 15/06/2019     | MARTÍ ESPIGULÉ I VALLMAJÓ                 | ERC-AM       |
| Cabanes                                     | 15/06/2019     | ALEJANDRO (ALEX) HERNANDEZ I GONZALEZ     | JxCat- JUNTS |
| Cadaqués                                    | 15/06/2019     | PIA SERIÑANA TORRENTS                     | Altres       |
| Caldes de Malavella                         | 15/06/2019     | SALVADOR BALLIU TORROELLA                 | JxCat- JUNTS |
| Calonge                                     | 15/06/2019     | MIQUEL BELL-LLOCH PALET                   | ERC-AM       |
| Camós                                       | 15/06/2019     | JOSEP JORDI I TORRENTA                    | ERC-AM       |
| Campdevànol                                 | 15/06/2019     | DOLORS COSTA MARTINEZ                     | JxCat- JUNTS |
| Campelles                                   | 15/06/2019     | JOAN DORDAS RIU                           | ERC-AM       |
| Campllong                                   | 15/06/2019     | LLUIS FREIXAS I VILARDELL                 | JxCat- JUNTS |
| Camprodon                                   | 15/06/2019     | XAVIER GUITART CANO                       | PSC-CP       |
| Canet d'Adri                                | 15/06/2019     | CARLES ESPIGOL I CAMPS                    | ERC-AM       |
| Cantallops                                  | 15/06/2019     | JOAN SABARTÉS I OLIVET                    | ERC-AM       |
| Capmany                                     | 15/06/2019     | JOAN FUENTES POMES                        | JxCat- JUNTS |
| Cassà de la Selva                           | 15/06/2019     | ROBERT MUNDET I ANGLADA                   | JxCat- JUNTS |
| Castell-Platja d'Aro                        | 15/06/2019     | MAURICI JIMÉNEZ RUIZ                      | PSC-CP       |
| Castellfollit de la Roca                    | 15/06/2019     | MIQUEL REVERTER I TRES                    | ERC-AM       |
| Castelló d'Empúries                         | 15/06/2019     | SALVI GÜELL I BOHIGAS                     | ERC-AM       |
| Cellera de Ter, La                          | 15/06/2019     | XAVIER BOÏGUES CODINA                     | ERC-AM       |
| Celrà                                       | 15/06/2019     | DANIEL CORNELLA DETRELL                   | CUP-Amunt    |
| Cervià de Ter                               | 15/06/2019     | ROSER ESTAÑOL I TORRENT                   | JxCat- JUNTS |
| Cistella                                    | 15/06/2019     | ENRIC GIRONELLA COLOMER                   | JxCat- JUNTS |
| Colera                                      | 15/06/2019     | LLUIS BOSCH REBARTER                      | JxCat- JUNTS |
| Colomers                                    | 15/06/2019     | JOSEP MANUEL LÓPEZ GIFREU                 | CUP-Amunt    |
| Corçà                                       | 15/06/2019     | RAÜL YRUELA DÍAZ                          | Altres       |
| Cornellà del Terri                          | 15/06/2019     | SALVADOR COLL I BAUCELLS                  | JxCat- JUNTS |
| Crespià                                     | 15/06/2019     | FRANCESC XAVIER QUER BOSCH                | JxCat- JUNTS |
| Cruïlles, Monells i Sant Sadurní de l'Heura | 15/06/2019     | DANIEL ENCINAS GRANADOS                   | ERC-AM       |
| Darnius                                     | 15/06/2019     | JOSEP MADERN CIRIA                        | JxCat- JUNTS |
| Das                                         | 15/06/2019     | ENRIC LAGUARDA I PONS                     | ERC-AM       |
| Escala, L'                                  | 15/06/2019     | VICTOR PUGA LOPEZ                         | PSC-CP       |
| Espinelves                                  | 15/06/2019     | JOAN MANUEL CLAVERIA REGALES              | ERC-AM       |
| Espolla                                     | 15/06/2019     | CARLES LAGRESA I FELIP                    | ERC-AM       |
| Esponellà                                   | 15/06/2019     | DAVID JUAN I GARGANTA                     | ERC-AM       |
| Far d'Empordà, El                           | 15/06/2019     | JAUME ARNALL FIGUERAS                     | ERC-AM       |
| Figueres                                    | 15/06/2019     | AGNÈS LLADÓ I SAUS                        | ERC-AM       |
| Flaçà                                       | 15/06/2019     | JOAN ADROHER I FELIU                      | JxCat- JUNTS |
| Foixà                                       | 15/06/2019     | JOSEP OLIVERAS GALI                       | JxCat- JUNTS |
| Fontanals de Cerdanya                       | 15/06/2019     | RAMON CHIA I GALVEZ                       | ERC-AM       |
| Fontanilles                                 | 15/06/2019     | SALVADOR COLL SERRA                       | JxCat- JUNTS |
| Fontcoberta                                 | 15/06/2019     | JOAN ESTARRIOLA I VILARDELL               | ERC-AM       |
| Forallac                                    | 15/06/2019     | JOSEP SALA LEAL                           | JxCat- JUNTS |
| Fornells de la Selva                        | 15/06/2019     | SÒNIA GRÀCIA I XUCLÀ                      | JxCat- JUNTS |
| Fortià                                      | 15/06/2019     | FRANCESC BRUGUÉS I MASSOT                 | ERC-AM       |
| Garrigàs                                    | 15/06/2019     | PILAR BOSCH BECH                          | JxCat- JUNTS |
| Garrigoles                                  | 15/06/2019     | JOSÉ GIBERT MARTÍ                         | Altres       |
| Garriguella                                 | 15/06/2019     | ISABEL TEIXIDOR I DAMM                    | ERC-AM       |
| Ger                                         | 15/06/2019     | ALFONSO CASAMAJO CARRERA                  | JxCat- JUNTS |
| Girona                                      | 15/06/2019     | MARTA MADRENAS MIR                        | JxCat- JUNTS |
| Gombrèn                                     | 15/06/2019     | CESAR OLLE GARCIA                         | ERC-AM       |
| Gualta                                      | 15/06/2019     | JAUME FONTDEVILA TARABAL                  | Altres       |
| Guils de Cerdanya                           | 15/06/2019     | JOSE MENDO MIR                            | JxCat- JUNTS |
| Hostalric                                   | 15/06/2019     | NIL PAPIOL CHAMPAGNE                      | ERC-AM       |
| Isòvol                                      | 15/06/2019     | JUAN BERTRAN BONET                        | JxCat- JUNTS |
| Jafre                                       | 15/06/2019     | NURIA BERGA FERRER                        | Altres       |
| Jonquera, La                                | 15/06/2019     | SONIA MARTINEZ JULI                       | JxCat- JUNTS |
| Juià                                        | 15/06/2019     | CARLES PAGES I SALA                       | JxCat- JUNTS |
| Lladó                                       | 15/06/2019     | JOAQUIM TREMOLEDA I TRILLA                | ERC-AM       |
| Llagostera                                  | 15/06/2019     | ANTONI NAVARRO I ROBLEDO                  | ERC-AM       |
| Llambilles                                  | 15/06/2019     | JOSEP MARIA VIDAL I VIDAL                 | JxCat- JUNTS |
| Llanars                                     | 15/06/2019     | AMADEU ROSELL I MARTÍ                     | ERC-AM       |
| Llançà                                      | 15/06/2019     | FRANCESC GUISSET LAGRESA                  | PSC-CP       |
| Llers                                       | 15/06/2019     | CARLES FORTIANA COSTA                     | JxCat- JUNTS |
| Llívia                                      | 15/06/2019     | ELIES NOVA I INGLES                       | ERC-AM       |
| Lloret de Mar                               | 15/06/2019     | JAUME DULSAT RODRIGUEZ                    | JxCat- JUNTS |
| Llosses, Les                                | 15/06/2019     | ANDREU LLIMÓS PARCERISA                   | ERC-AM       |
| Maçanet de Cabrenys                         | 15/06/2019     | MERCÈ BOSCH I ROMANS                      | ERC-AM       |
| Maçanet de la Selva                         | 15/06/2019     | NATALIA FIGUERES PAGES                    | JxCat- JUNTS |
| Madremanya                                  | 15/06/2019     | ALBERT PERACAULA I BOSCHSACOMA            | ERC-AM       |
| Maià de Montcal                             | 15/06/2019     | JOAN GAINZA I AGUSTÍ                      | JxCat- JUNTS |
| Masarac                                     | 15/06/2019     | LLUIS PUJOL MOLAS                         | JxCat- JUNTS |
| Massanes                                    | 15/06/2019     | JOAN POU I LUCEA                          | ERC-AM       |
| Meranges                                    | 15/06/2019     | ESTEBAN AVELLANET TARRÉS                  | JxCat- JUNTS |
| Mieres                                      | 15/06/2019     | ENRIC DOMÈNECH MALLARACH                  | Altres       |
| Mollet de Peralada                          | 15/06/2019     | JOSEP CRISTINA LLANSO                     | JxCat- JUNTS |
| Molló                                       | 15/06/2019     | JOSEP COMA GUITART                        | JxCat- JUNTS |
| Mont-ras                                    | 15/06/2019     | VANESSA PEIRÓ ROYÁN                       | JxCat- JUNTS |
| Montagut i Oix                              | 15/06/2019     | MONICA BOIX PAGES                         | Altres       |
| Navata                                      | 15/06/2019     | JAUME HOMS CAMPAMAR                       | JxCat- JUNTS |
| Ogassa                                      | 15/06/2019     | JOSEP TREMPS BOSCH                        | ERC-AM       |
| Olot                                        | 15/06/2019     | JOSEP BERGA I VAYREDA                     | JxCat- JUNTS |
| Ordis                                       | 15/06/2019     | ANNA TORRENTÀ COSTA                       | ERC-AM       |
| Osor                                        | 15/06/2019     | JOAN PLA COLL                             | ERC-AM       |
| Palafrugell                                 | 15/06/2019     | JOSEP PIFERRER PUIG                       | ERC-AM       |
| Palamós                                     | 15/06/2019     | LLUÍS PUIG MARTORELL                      | ERC-AM       |
| Palau de Santa Eulàlia                      | 15/06/2019     | XAVIER CAMPS I COMAS                      | ERC-AM       |
| Palau-sator                                 | 15/06/2019     | JOAN SABRIÀ GIRALT                        | ERC-AM       |
| Palau-saverdera                             | 15/06/2019     | ISABEL MARIA CORTADA I SOLER              | ERC-AM       |
| Palol de Revardit                           | 15/06/2019     | JORDI XARGAY I CONGOST                    | JxCat- JUNTS |
| Pals                                        | 15/06/2019     | CARLES PI RENART                          | ERC-AM       |
| Pardines                                    | 15/06/2019     | NÚRIA PÉREZ I DESEL                       | ERC-AM       |
| Parlavà                                     | 15/06/2019     | JOAQUIM SABRIÀ PUJOL                      | ERC-AM       |
| Pau                                         | 15/06/2019     | PERE MALUQUER I FERRER                    | JxCat- JUNTS |
| Pedret i Marzà                              | 15/06/2019     | DANIEL VALÈNCIA I GARCIA                  | ERC-AM       |
| Pera, La                                    | 15/06/2019     | ORIOL BALLIU CASTANYER                    | ERC-AM       |
| Peralada                                    | 15/06/2019     | PERE TORRENT MARTIN                       | JxCat- JUNTS |
| Planes d'Hostoles, Les                      | 15/06/2019     | EDUARD LLORÀ I CULLET                     | JxCat- JUNTS |
| Planoles                                    | 15/06/2019     | DAVID VERGE FOLIA                         | Altres       |
| Pont de Molins                              | 15/06/2019     | JOSEP FUENTES JIMENEZ                     | JxCat- JUNTS |
| Pontós                                      | 15/06/2019     | BARBARA VAN HOESTENBERGHE                 | Altres       |
| Porqueres                                   | 15/06/2019     | FRANCESC CASTAÑER I CAMPOLIER             | ERC-AM       |
| Port de la Selva, El                        | 15/06/2019     | JOSEP MARIA CERVERA PINART                | JxCat- JUNTS |
| Portbou                                     | 15/06/2019     | XAVIER BARRANCO ANGULO                    | JxCat- JUNTS |
| Preses, Les                                 | 15/06/2019     | PERE VILA I FRIGOLA                       | JxCat- JUNTS |
| Puigcerdà                                   | 15/06/2019     | ALBERT PIÑEIRA BROSEL                     | JxCat- JUNTS |
| Quart                                       | 15/06/2019     | CARLES GUTIÉRREZ MEDINA                   | ERC-AM       |
| Queralbs                                    | 15/06/2019     | MARIA INMACULADA CONSTANS RUIZ            | JxCat- JUNTS |
| Rabós                                       | 15/06/2019     | DOMINICA MONTIEL PUIG                     | JxCat- JUNTS |
| Regencós                                    | 15/06/2019     | MARIA PILAR PAGÈS ANDRÉS                  | ERC-AM       |
| Ribes de Freser                             | 15/06/2019     | MONICA SANJAUME COLOMER                   | JxCat- JUNTS |
| Riells i Viabrea                            | 15/06/2019     | JOSEP MARIA BAGOT BELFORT                 | ERC-AM       |
| Ripoll                                      | 15/06/2019     | JORDI MUNELL GARCIA                       | JxCat- JUNTS |
| Riudarenes                                  | 15/06/2019     | JOSEP SOLER TURON                         | JxCat- JUNTS |
| Riudaura                                    | 15/06/2019     | AGUSTÍ LLOP I MIARONS                     | ERC-AM       |
| Riudellots de la Selva                      | 15/06/2019     | MONTSERRAT ROURA MASSANEDA                | JxCat- JUNTS |
| Riumors                                     | 15/06/2019     | JOSEP MARIA PADROSA GORGOT                | Altres       |
| Roses                                       | 15/06/2019     | MONTSERRAT MINDAN CORTADA                 | JxCat- JUNTS |
| Rupià                                       | 15/06/2019     | DANIEL SERRANO TORRÓ                      | Altres       |
| Sales de Llierca                            | 15/06/2019     | MIQUEL PALOMERAS ANGLADA                  | PSC-CP       |
| Salt                                        | 15/06/2019     | JORDI VIÑAS I XIFRA                       | ERC-AM       |
| Sant Andreu Salou                           | 15/06/2019     | FRANCESC XAVIER CASANOVAS BUSQUETS        | JxCat- JUNTS |
| Sant Aniol de Finestres                     | 15/06/2019     | FRANCESC OLIVERAS I TORRENT               | JxCat- JUNTS |
| Sant Climent Sescebes                       | 15/06/2019     | OLGA CARBONELL I SABARTÉS                 | ERC-AM       |
| Sant Feliu de Buixalleu                     | 15/06/2019     | JOSEP ROQUET AVELLANEDA                   | JxCat- JUNTS |
| Sant Feliu de Guíxols                       | 15/06/2019     | CARLES MOTAS LÓPEZ                        | Altres       |
| Sant Feliu de Pallerols                     | 15/06/2019     | ARTUR COLOMER I BUCHNER                   | ERC-AM       |
| Sant Ferriol                                | 15/06/2019     | ALBERT FÀBREGA I SÁNCHEZ                  | JxCat- JUNTS |
| Sant Gregori                                | 15/06/2019     | JOAQUIM ROCA I VENTURA                    | JxCat- JUNTS |
| Sant Hilari Sacalm                          | 15/06/2019     | JOAN RAMON VECIANA MARTINEZ               | Altres       |
| Sant Jaume de Llierca                       | 15/06/2019     | JORDI CARGOL I CROS                       | JxCat- JUNTS |
| Sant Joan de les Abadesses                  | 15/06/2019     | RAMON ROQUE RIU                           | Altres       |
| Sant Joan de Mollet                         | 15/06/2019     | RAMON COSTA I PALOMERAS                   | ERC-AM       |
| Sant Joan les Fonts                         | 15/06/2019     | MARIA VIDAL I JODAR                       | JxCat- JUNTS |
| Sant Jordi Desvalls                         | 15/06/2019     | NÚRIA MARTÍNEZ I DE LA CASA               | ERC-AM       |
| Sant Julià de Ramis                         | 15/06/2019     | MARC PUIGTIÓ I REBOLLO                    | ERC-AM       |
| Sant Julià del Llor i Bonmatí               | 15/06/2019     | MARC GARCÍA NADAL                         | ERC-AM       |
| Sant Llorenç de la Muga                     | 15/06/2019     | MONTSERRAT BRUGUÉS MASSOT                 | ERC-AM       |
| Sant Martí de Llémena                       | 15/06/2019     | MARIA DOLORS ARNAU AUGUET                 | JxCat- JUNTS |
| Sant Martí Vell                             | 15/06/2019     | MARIA ÀNGELS VILÀ I SASTRE                | ERC-AM       |
| Sant Miquel de Campmajor                    | 15/06/2019     | JOSEP ORIOL SERRÀ I MADRILES              | ERC-AM       |
| Sant Miquel de Fluvià                       | 15/06/2019     | ÀNGEL POSAS I AGULLÓ                      | PSC-CP       |
| Sant Mori                                   | 15/06/2019     | JOSEP MARIA CANALS I COLLELL              | ERC-AM       |
| Sant Pau de Segúries                        | 15/06/2019     | MARIA DOLORS CAMBRAS SAQUES               | JxCat- JUNTS |
| Sant Pere Pescador                          | 15/06/2019     | AGUSTI BADOSA FIGUERAS                    | JxCat- JUNTS |
| Santa Coloma de Farners                     | 15/06/2019     | SUSAGNA RIERA ANGLADA                     | JxCat- JUNTS |
| Santa Cristina d'Aro                        | 15/06/2019     | MARIA LOURDES FUENTES FAIG                | ERC-AM       |
| Santa Llogaia d'Àlguema                     | 15/06/2019     | MIREIA PIMENTEL LOPEZ                     | JxCat- JUNTS |
| Santa Pau                                   | 15/06/2019     | PEP COMPANYS I GÜELL                      | ERC-AM       |
| Sarrià de Ter                               | 15/06/2019     | NARCÍS FAJULA I AULET                     | ERC-AM       |
| Saus, Camallera i Llampaies                 | 15/06/2019     | ESTEVE GIRONÈS HERNÁNDEZ                  | JxCat- JUNTS |
| Selva de Mar, La                            | 15/06/2019     | JOAN MARIA ROIG CRESPO                    | JxCat- JUNTS |
| Serinyà                                     | 15/06/2019     | JOSEP ANTONI RAMON I GUASCH               | ERC-AM       |
| Serra de Daró                               | 15/06/2019     | GLORIA MARULL COLL                        | JxCat- JUNTS |
| Setcases                                    | 15/06/2019     | ANNA VILA PALOL                           | ERC-AM       |
| Sils                                        | 15/06/2019     | EDUARD COLOMÉ RIBAS                       | JxCat- JUNTS |
| Siurana                                     | 15/06/2019     | JORDI SOTO I HERRERA                      | ERC-AM       |
| Susqueda                                    | 15/06/2019     | EVA VIÑOLAS MARIN                         | ERC-AM       |
| Tallada d'Empordà, La                       | 15/06/2019     | MARIA DOLORS GUÀRDIA GASULL               | Altres       |
| Terrades                                    | 15/06/2019     | ISIDRE FELIP ISERN                        | JxCat- JUNTS |
| Torrent                                     | 15/06/2019     | JOSEP MARIA ROS MARULL                    | JxCat- JUNTS |
| Torroella de Fluvià                         | 15/06/2019     | PEDRO MORADELL PUIG                       | PSC-CP       |
| Torroella de Montgrí                        | 15/06/2019     | JORDI COLOMI MASSANAS                     | Altres       |
| Tortellà                                    | 15/06/2019     | JOSEP REIG I CANALS                       | ERC-AM       |
| Toses                                       | 15/06/2019     | JUAN BERNADAS ROSELL                      | JxCat- JUNTS |
| Tossa de Mar                                | 15/06/2019     | IMMACULADA(IMMA) COLOM CANAL              | JxCat- JUNTS |
| Ullà                                        | 15/06/2019     | JOSEP LÓPEZ RUIZ                          | PSC-CP       |
| Ullastret                                   | 15/06/2019     | JOSEP MIQUEL GATIUS CALLIS                | JxCat- JUNTS |
| Ultramort                                   | 15/06/2019     | MARIA GRACIA SERRATS PARETAS              | Altres       |
| Urús                                        | 15/06/2019     | MONTSERRAT MEDALLA VILA                   | JxCat- JUNTS |
| Vajol, La                                   | 15/06/2019     | JOAQUIM MORILLO MAÑAS                     | JxCat- JUNTS |
| Vall d'en Bas, La                           | 15/06/2019     | LLUÍS AMAT I BATALLA                      | ERC-AM       |
| Vall de Bianya, La                          | 15/06/2019     | SANTI REIXACH I GARRIGA                   | JxCat- JUNTS |
| Vall-llobrega                               | 15/06/2019     | RUFINO GUIRADO IRUELA                     | JxCat- JUNTS |
| Vallfogona de Ripollès                      | 15/06/2019     | EDUARD RAMO RIERA                         | ERC-AM       |
| Ventalló                                    | 15/06/2019     | MARIA REMEI COSTA REIG                    | JxCat- JUNTS |
| Verges                                      | 15/06/2019     | IGNASI SABATER POCH                       | CUP-Amunt    |
| Vidrà                                       | 15/06/2019     | JOSEP ANGLADA DORCA                       | Altres       |
| Vidreres                                    | 15/06/2019     | JORDI CAMPS VICENTE                       | JxCat- JUNTS |
| Vila-sacra                                  | 15/06/2019     | MARIA CORBAIRAN I ISERN                   | JxCat- JUNTS |
| Vilabertran                                 | 15/06/2019     | MARTÍ ARMADÀ I PUJOL                      | ERC-AM       |
| Vilablareix                                 | 15/06/2019     | DAVID MASCORT I SUBIRANAS                 | ERC-AM       |
| Viladamat                                   | 15/06/2019     | DOLORS PONS I SAIS                        | ERC-AM       |
| Viladasens                                  | 15/06/2019     | JOSEP MASSÓ MASOS                         | ERC-AM       |
| Vilademuls                                  | 15/06/2019     | ÁLEX TERÉS I CORDÓN                       | JxCat- JUNTS |
| Viladrau                                    | 15/06/2019     | NOEMI BASTIAS CODINA                      | Altres       |
| Vilafant                                    | 15/06/2019     | CONSOL CANTENYS ARBOLI                    | PSC-CP       |
| Vilajuïga                                   | 15/06/2019     | FRANCESC XAVIER LLORENTE CABRATOSA        | Altres       |
| Vilallonga de Ter                           | 15/06/2019     | MONICA BONSOMS PASTORET                   | JxCat- JUNTS |
| Vilamacolum                                 | 15/06/2019     | JORDI CLAPAROLS PAGÈS                     | ERC-AM       |
| Vilamalla                                   | 15/06/2019     | CARLOS ALVAREZ I GONZALEZ                 | JxCat- JUNTS |
| Vilamaniscle                                | 15/06/2019     | RAMON BONATERRA I MOLTO                   | JxCat- JUNTS |
| Vilanant                                    | 15/06/2019     | ANNA PALET VILAPLANA                      | JxCat- JUNTS |
| Vilaür                                      | 15/06/2019     | ESTER FARRERÓ I JIMÉNEZ                   | CUP-Amunt    |
| Vilobí d'Onyar                              | 15/06/2019     | CRISTINA MUNDET BENITO                    | Altres       |
| Vilopriu                                    | 15/06/2019     | PERE PULIDO I BUIL                        | ERC-AM       |
| Abella de la Conca                          | 15/06/2019     | XAVIER BERNADÓ VILANA                     | ERC-AM       |
| Àger                                        | 15/06/2019     | MIREIA BURGUÉS NOVAU                      | JxCat- JUNTS |
| Agramunt                                    |                |                                           | ERC-AM       |
| Aitona                                      | 15/06/2019     | ROSA PUJOL ESTEVE                         | JxCat- JUNTS |
| Alamús, Els                                 | 15/06/2019     | CELESTÍ PANAVERA ALTISENT                 | ERC-AM       |
| Alàs i Cerc                                 | 15/06/2019     | Mª CARME RIBÓ I DOMENJÓ                   | JxCat- JUNTS |
| Albagés, L'                                 | 15/06/2019     | VICTOR MASIP ROMERO                       | Altres       |
| Albatàrrec                                  | 15/06/2019     | JAUME SANUY LOPEZ                         | JxCat- JUNTS |
| Albesa                                      | 15/06/2019     | EUGÈNIA PUIG-GRÒS CLÚA                    | ERC-AM       |
| Albi, L'                                    | 15/06/2019     | ANNA FELIU MORAGUES                       | JxCat- JUNTS |
| Alcanó                                      | 15/06/2019     | XAVIER PRUNERA CEBRIÀ                     | ERC-AM       |
| Alcarràs                                    | 15/06/2019     | MANUEL EZQUERRA TOMAS                     | Altres       |
| Alcoletge                                   | 15/06/2019     | JOSEP MARIA GRAS CHARLES                  | Altres       |
| Alfarràs                                    | 15/06/2019     | JOAN CARLES GARCIA GUILLAMON              | JxCat- JUNTS |
| Alfés                                       | 15/06/2019     | HILARI GUIU SENTÍS                        | JxCat- JUNTS |
| Algerri                                     | 15/06/2019     | MIQUEL PLENSA MARTÍNEZ                    | ERC-AM       |
| Alguaire                                    | 15/06/2019     | ANTONI PEREA HERVERA                      | Altres       |
| Alins                                       | 15/06/2019     | MANEL PÉREZ CANTALOSELLA                  | Altres       |
| Almacelles                                  | 15/06/2019     | JOSEP IBARZ GILART                        | JxCat- JUNTS |
| Almatret                                    | 15/06/2019     | JORDI TARRAGÓ JOVÉ                        | JxCat- JUNTS |
| Almenar                                     | 15/06/2019     | MARIA TERESA MALLA AIGE                   | ERC-AM       |
| Alòs de Balaguer                            | 15/06/2019     | LLUÍS SOLDEVILA CUADRAT                   | JxCat- JUNTS |
| Alpicat                                     | 15/06/2019     | JOAN GILART ESCUER                        | JxCat- JUNTS |
| Alt Àneu                                    | 15/06/2019     | FRANCESC XAVIER LLENA CANO                | Altres       |
| Anglesola                                   | 15/06/2019     | CARME MIRÓ SOLÉ                           | JxCat- JUNTS |
| Arbeca                                      | 15/06/2019     | SERGI PELEGRÍ PERERA                      | ERC-AM       |
| Arres                                       | 15/06/2019     | PEDRO CASTET FARRÉ                        | Altres       |
| Arsèguel                                    | 15/06/2019     | ANTONIO CASANOVAS I ALIS                  | ERC-AM       |
| Artesa de Lleida                            | 15/06/2019     | PERE PUIGGROS COMPTE                      | JxCat- JUNTS |
| Artesa de Segre                             | 15/06/2019     | MINGO SABANÉS PORTA                       | ERC-AM       |
| Aspa                                        | 15/06/2019     | M. JOSÉ INVERNÓN MODOL                    | JxCat- JUNTS |
| Avellanes i Santa Linya, Les                | 15/06/2019     | LIDIA BER SALMONS                         | ERC-AM       |
| Baix Pallars                                | 15/06/2019     | ANA SENTINELLA AMENGUAL                   | Altres       |
| Balaguer                                    | 15/06/2019     | JORDI IGNASI VIDAL GINÉ                   | ERC-AM       |
| Barbens                                     | 15/06/2019     | ANDREU BENET CASTILLO                     | ERC-AM       |
| Baronia de Rialb, La                        | 15/06/2019     | ANTONIO REIG TORNÉ                        | JxCat- JUNTS |
| Bassella                                    | 15/06/2019     | CRISTINA BARBENS CASALS                   | JxCat- JUNTS |
| Bausen                                      | 15/06/2019     | JOSÉ ANTONIO BARÉS MARTÍN                 | Altres       |
| Belianes                                    | 15/06/2019     | MARIA CARME CULLERÉ LLAVORÉ               | ERC-AM       |
| Bell-lloc d'Urgell                          | 15/06/2019     | RAMON CONSOLA PALAU                       | JxCat- JUNTS |
| Bellaguarda                                 | 15/06/2019     | JAUME MASIP ABELLA                        | JxCat- JUNTS |
| Bellcaire d'Urgell                          | 15/06/2019     | JAUME MONTFORT SAMÀ                       | ERC-AM       |
| Bellmunt d'Urgell                           | 15/06/2019     | SÒNIA VALERO DENCAS                       | JxCat- JUNTS |
| Bellpuig                                    | 15/06/2019     | JORDI ESTIARTE BERENGUER                  | ERC-AM       |
| Bellver de Cerdanya                         | 15/06/2019     | FRANCESC XAVIER PORTA POUS                | Altres       |
| Bellvís                                     | 15/06/2019     | JOAN TALARN GILABERT                      | ERC-AM       |
| Benavent de Segrià                          | 15/06/2019     | ANTONI CARRÉ CUADRAT                      | JxCat- JUNTS |
| Biosca                                      | 15/06/2019     | JOSÉ PUIG RIUS                            | JxCat- JUNTS |
| Bòrdes, Es                                  | 15/06/2019     | ROSA MARIA MIRAT MARQUÉS                  | PSC-CP       |
| Borges Blanques, Les                        | 15/06/2019     | ENRIC MIR PIFARRÉ                         | JxCat- JUNTS |
| Bossòst                                     | 15/06/2019     | AMADOR MARQUÉS ATÉS                       | PSC-CP       |
| Bovera                                      | 15/06/2019     | ÒSCAR RICARD ACERO GIRAL                  | JxCat- JUNTS |
| Cabanabona                                  | 15/06/2019     | LLUÍS CLOTET OLIVA                        | JxCat- JUNTS |
| Cabó                                        | 15/06/2019     | JOSEP MARQUÉS CASTANY                     | JxCat- JUNTS |
| Camarasa                                    | 15/06/2019     | ELISABET LIZASO CANTÓN                    | ERC-AM       |
| Canejan                                     | 15/06/2019     | JUAN CARLOS LASTERA ALCALDE               | PSC-CP       |
| Castell de Mur                              | 15/06/2019     | JOSEP Mª MULLOL MIRET                     | JxCat- JUNTS |
| Castellar de la Ribera                      | 15/06/2019     | MARIA CLAUSTRE SUNYER CANTONS             | JxCat- JUNTS |
| Castelldans                                 | 15/06/2019     | CONRAD LLOVERA SALA                       | JxCat- JUNTS |
| Castellnou de Seana                         | 15/06/2019     | JORDI LLANES VALLS                        | JxCat- JUNTS |
| Castelló de Farfanya                        | 15/06/2019     | OMAR NOUMRI COCA                          | ERC-AM       |
| Castellserà                                 | 15/06/2019     | MARCEL PUJOL COLL                         | JxCat- JUNTS |
| Cava                                        | 15/06/2019     | GISELA SELLÉS RIBATALLADA                 | CUP-Amunt    |
| Cervera                                     | 15/06/2019     | RAMON AUGÉ GENÉ                           | JxCat- JUNTS |
| Cervià de les Garrigues                     | 15/06/2019     | MERCÈ RUBIÓ CARRÉ                         | ERC-AM       |
| Ciutadilla                                  | 15/06/2019     | ÒSCAR MARTÍNEZ AGUSTÍ                     | ERC-AM       |
| Clariana de Cardener                        | 15/06/2019     | ALBERT BAJONA MASCARÓ                     | ERC-AM       |
| Cogul, El                                   | 15/06/2019     | ANNA TORRES FERNANDEZ                     | ERC-AM       |
| Coll de Nargó                               | 15/06/2019     | MARTÍN RIERA I ROVIRA                     | ERC-AM       |
| Coma i la Pedra, La                         | 15/06/2019     | RAMON COSTA I GUINÓ                       | ERC-AM       |
| Conca de Dalt                               | 15/06/2019     | MARTÍ CARDONA ROCAFORT                    | JxCat- JUNTS |
| Corbins                                     | 15/06/2019     | JORDI VERDÚ PAIJÀ                         | ERC-AM       |
| Cubells                                     | 15/06/2019     | JOSEP REGUÉ MONTSERRAT                    | JxCat- JUNTS |
| Espluga Calba, L'                           | 15/06/2019     | JOSEP CUNILLERA BOLDÚ                     | ERC-AM       |
| Espot                                       | 15/06/2019     | JOSEP MARIA SEBASTIA CANAL                | JxCat- JUNTS |
| Estamariu                                   | 15/06/2019     | MªPILAR MELSIÓ BASTIDA                    | JxCat- JUNTS |
| Estaràs                                     | 15/06/2019     | JAUME TRILLA TORNÉ                        | JxCat- JUNTS |
| Esterri d'Àneu                              | 15/06/2019     | PERE TICÓ DOMINGO                         | ERC-AM       |
| Esterri de Cardós                           | 15/06/2019     | JOEL ORTEU AUBACH                         | JxCat- JUNTS |
| Farrera                                     | 15/06/2019     | ANGEL BRINGUÉ GARRETA                     | ERC-AM       |
| Fígols i Alinyà                             | 15/06/2019     | IGNACIO FINESTRES BARONET                 | ERC-AM       |
| Floresta, La                                | 15/06/2019     | JAUME SETÓ CORNADÓ                        | JxCat- JUNTS |
| Fondarella                                  | 15/06/2019     | JOAN REÑE HUGUET                          | JxCat- JUNTS |
| Foradada                                    | 15/06/2019     | MARICEL SEGÚ PERALBA                      | JxCat- JUNTS |
| Fuliola, La                                 | 15/06/2019     | JAUME FERRER CARRERA                      | JxCat- JUNTS |
| Fulleda                                     | 15/06/2019     | JORDI ARBÓS GABARRÓ                       | ERC-AM       |
| Gavet de la Conca                           | 15/06/2019     | XAVIER BADIA VERDENY                      | JxCat- JUNTS |
| Gimenells i el Pla de la Font               | 15/06/2019     | EMMA SOLANS PÉREZ                         | Altres       |
| Golmés                                      | 15/06/2019     | JORDI CALVIS TORRELLES                    | JxCat- JUNTS |
| Gósol                                       | 15/06/2019     | LLUÍS CAMPMAJÓ PUIG                       | ERC-AM       |
| Granadella, La                              | 15/06/2019     | ELENA LLAURADÓ POMAR                      | JxCat- JUNTS |
| Granja d'Escarp, La                         | 15/06/2019     | MANEL SOLÉ AGUSTÍ                         | JxCat- JUNTS |
| Granyanella                                 | 15/06/2019     | RAMON PINTO ROSICH                        | JxCat- JUNTS |
| Granyena de les Garrigues                   | 15/06/2019     | FRANCESC JOSEP ESQUERDA TAMARIT           | JxCat- JUNTS |
| Granyena de Segarra                         | 15/06/2019     | FRANCISCO CAPDEVILA PRAT                  | JxCat- JUNTS |
| Guimerà                                     | 15/06/2019     | SALVADOR BALCELLS BUSQUETS                | JxCat- JUNTS |
| Guingueta d'Àneu, La                        | 15/06/2019     | JORDI PALLÉ CASES                         | ERC-AM       |
| Guissona                                    | 15/06/2019     | JAUME ARS BOSCH                           | JxCat- JUNTS |
| Guixers                                     | 15/06/2019     | JORDI SELGA FEIXAS                        | JxCat- JUNTS |
| Isona i Conca Dellà                         | 15/06/2019     | MARIA ROSA AMORÓS CAPDEVILA               | ERC-AM       |
| Ivars d'Urgell                              | 15/06/2019     | JOAN CARLES SANCHEZ RICO                  | ERC-AM       |
| Ivars de Noguera                            | 15/06/2019     | JOSEP MAGRÍ MANGUES                       | JxCat- JUNTS |
| Ivorra                                      | 15/06/2019     | JORDI RIBALTA SALA                        | ERC-AM       |
| Josa i Tuixén                               | 15/06/2019     | MARTA POCH MASSEGÚ                        | JxCat- JUNTS |
| Juncosa                                     | 15/06/2019     | LLUÍS DALMAU ALMACELLAS                   | JxCat- JUNTS |
| Juneda                                      | 15/06/2019     | ANTONI VILLAS MIRANDA                     | JxCat- JUNTS |
| Les                                         | 15/06/2019     | ANDREU CORTÉS LABRID                      | PSC-CP       |
| Linyola                                     | 15/06/2019     | ÀLEX MASES XIFRÉ                          | ERC-AM       |
| Lladorre                                    | 15/06/2019     | SALVADOR TOMAS BOSCH                      | JxCat- JUNTS |
| Lladurs                                     | 15/06/2019     | DANIEL ROVIRA CIURÓ                       | JxCat- JUNTS |
| Llardecans                                  | 15/06/2019     | MARIA DEL CARME PINYOL ORÓ                | JxCat- JUNTS |
| Llavorsí                                    | 15/06/2019     | JOSEP VIDAL BRINGUÉ                       | ERC-AM       |
| Lleida                                      | 15/06/2019     | MIQUEL PUEYO PARIS                        | ERC-AM       |
| Lles de Cerdanya                            | 15/06/2019     | DANIEL OLIVERA I AGUILÀ                   | ERC-AM       |
| Llimiana                                    | 15/06/2019     | JOSEP TERRÉ ESCOLÁ                        | JxCat- JUNTS |
| Llobera                                     | 15/06/2019     | RAMON ANGRILL COTS                        | Altres       |
| Maials                                      | 15/06/2019     | DAVID MASOT FLORENSA                      | JxCat- JUNTS |
| Maldà                                       | 15/06/2019     | JOSEP BATLLE MARTORELL                    | JxCat- JUNTS |
| Massalcoreig                                | 15/06/2019     | MONTSERRAT JOVÉ VIDAL                     | ERC-AM       |
| Massoteres                                  | 15/06/2019     | MIGUEL ÀNGEL MARINA FONTANELLES           | JxCat- JUNTS |
| Menàrguens                                  | 15/06/2019     | ANNA MARIA CALVÍS MUNSÓ                   | ERC-AM       |
| Miralcamp                                   | 15/06/2019     | CARME RIBES LLORDÉS                       | ERC-AM       |
| Mollerussa                                  | 15/06/2019     | MARC SOLSONA AIXALÀ                       | JxCat- JUNTS |
| Molsosa, La                                 | 15/06/2019     | MARIÀ TORRÀ MONTRAVETA                    | Altres       |
| Montellà i Martinet                         | 15/06/2019     | JOSÉ CASTELLS I FARRÀS                    | ERC-AM       |
| Montferrer i Castellbò                      | 15/06/2019     | ALBERT MARQUET LACAYA                     | JxCat- JUNTS |
| Montgai                                     | 15/06/2019     | JAUME GILABERT TORRUELLA                  | ERC-AM       |
| Montoliu de Lleida                          | 15/06/2019     | JOSEP GUILLAUMET ROSELL                   | ERC-AM       |
| Montoliu de Segarra                         | 15/06/2019     | VICENÇ ROIG SOLÉ                          | ERC-AM       |
| Montornès de Segarra                        | 15/06/2019     | DIONÍS OÑA MARTÍN                         | PSC-CP       |
| Nalec                                       | 15/06/2019     | AGNÈS CORBELLA VALMAÑA                    | ERC-AM       |
| Naut Aran                                   | 15/06/2019     | CÉSAR RUIZ-CANELA NIETO                   | Altres       |
| Navès                                       | 15/06/2019     | JOSEP MARIA CASAFONT AUGÉ                 | JxCat- JUNTS |
| Odèn                                        | 15/06/2019     | PERE VILAGINÉS MUNTADA                    | Altres       |
| Oliana                                      | 15/06/2019     | CARME LOSTAO I OTERO                      | ERC-AM       |
| Oliola                                      | 15/06/2019     | SANTI CISQUELLA FINESTRES                 | JxCat- JUNTS |
| Olius                                       | 15/06/2019     | ANTONIO FÉLIX MÀRQUEZ MACARRO             | Altres       |
| Oluges, Les                                 | 15/06/2019     | JOSEP MARIA CALDERÓ BOSCH                 | ERC-AM       |
| Omellons, Els                               | 15/06/2019     | JORDI GAYA MASANA                         | ERC-AM       |
| Omells de na Gaia, Els                      | 15/06/2019     | DELFÍ ESCOTÉ SALLA                        | JxCat- JUNTS |
| Organyà                                     | 15/06/2019     | CELESTÍ VILÀ BETRIU                       | JxCat- JUNTS |
| Os de Balaguer                              | 15/06/2019     | ESTEFANIA RUFACH FONTOVA                  | ERC-AM       |
| Ossó de Sió                                 | 15/06/2019     | ANTONI GILABERT PLENS                     | Altres       |
| Palau d'Anglesola, El                       | 15/06/2019     | FRANCESC BALCELLS TEIXIDÓ                 | ERC-AM       |
| Penelles                                    | 15/06/2019     | ELOI BERGÓS FARRÀS                        | JxCat- JUNTS |
| Peramola                                    | 15/06/2019     | GEMMA ORRIT I CAPDEVILA                   | ERC-AM       |
| Pinell de Solsonès                          | 15/06/2019     | BENJAMÍ PUIG RIU                          | ERC-AM       |
| Pinós                                       | 15/06/2019     | XAVIER VILALTA ISANTA                     | JxCat- JUNTS |
| Plans de Sió, Els                           | 15/06/2019     | XAVIER PINTÓ SERRA                        | ERC-AM       |
| Poal, El                                    | 15/06/2019     | RAFEL PANADÉS FARRÉ                       | JxCat- JUNTS |
| Pobla de Cérvoles, La                       | 15/06/2019     | JAUME ESTRADÉ VALL                        | JxCat- JUNTS |
| Pobla de Segur, La                          | 15/06/2019     | MARC BARO BERNADUCA                       | ERC-AM       |
| Pont de Bar, El                             | 15/06/2019     | ROSA ANDORRÀ NICOLA                       | JxCat- JUNTS |
| Pont de Suert, El                           | 15/06/2019     | JOSE ANTONIO TROGUET BALLARIN             | JxCat- JUNTS |
| Ponts                                       | 15/06/2019     | JOSEP TÀPIES TICÓ                         | JxCat- JUNTS |
| Portella, La                                | 15/06/2019     | MIQUEL CARLES CATALÀ VISA                 | JxCat- JUNTS |
| Prats i Sansor                              | 15/06/2019     | XAVIER PICAS I PONS                       | ERC-AM       |
| Preixana                                    | 15/06/2019     | JAUME PANÉ ROIG                           | JxCat- JUNTS |
| Preixens                                    | 15/06/2019     | JOAN EROLES VILES                         | JxCat- JUNTS |
| Prullans                                    | 15/06/2019     | ALBERT MAURELL RIBOT                      | JxCat- JUNTS |
| Puiggròs                                    | 15/06/2019     | MONTSERRAT RUIZ IGLESIA                   | JxCat- JUNTS |
| Puigverd d'Agramunt                         | 15/06/2019     | JOAN EROLES SAMARRA                       | JxCat- JUNTS |
| Puigverd de Lleida                          | 15/06/2019     | SANDRA BARBERÁ BOSCH                      | ERC-AM       |
| Rialp                                       | 15/06/2019     | GERARD SABARICH FERNANDEZ- COTO           | JxCat- JUNTS |
| Ribera d'Ondara                             | 15/06/2019     | FRANCESC SABANÉS SERRA                    | JxCat- JUNTS |
| Ribera d'Urgellet                           | 15/06/2019     | JOSEFINA LLADÓS TORRENT                   | JxCat- JUNTS |
| Riner                                       | 15/06/2019     | JOAN SOLÀ BOSCH                           | Altres       |
| Riu de Cerdanya                             | 15/06/2019     | MIGUEL PONS BERTRAN                       | JxCat- JUNTS |
| Rosselló                                    | 15/06/2019     | JOSEP ABAD FERNANDEZ                      | JxCat- JUNTS |
| Salàs de Pallars                            | 15/06/2019     | FRANCESC BORRELL GRAU                     | PSC-CP       |
| Sanaüja                                     | 15/06/2019     | GEMMA MARTÍNEZ SANGRÀ                     | ERC-AM       |
| Sant Esteve de la Sarga                     | 15/06/2019     | JORDI NAVARRA TORRES                      | ERC-AM       |
| Sant Guim de Freixenet                      | 15/06/2019     | FRANCESC D'ASSÍS LLUCH MAJORAL            | ERC-AM       |
| Sant Guim de la Plana                       | 15/06/2019     | JOSEP LLOBET CONDAL                       | ERC-AM       |
| Sant Llorenç de Morunys                     | 15/06/2019     | FRANCESC RIU CANUDAS                      | ERC-AM       |
| Sant Martí de Riucorb                       | 15/06/2019     | GERARD BALCELLS HUGUET                    | ERC-AM       |
| Sant Ramon                                  | 15/06/2019     | ALEIX BOCHACA BERTRAN                     | JxCat- JUNTS |
| Sarroca de Bellera                          | 15/06/2019     | JOSEP RAMON LLORET LOAN                   | JxCat- JUNTS |
| Sarroca de Lleida                           | 15/06/2019     | MARIA TERESA CULLERÉS ESTEVE              | JxCat- JUNTS |
| Senterada                                   | 15/06/2019     | ANTONI TOLO CIERCO                        | PSC-CP       |
| Sentiu de Sió, La                           | 15/06/2019     | JOSEP TORRES FLORES                       | JxCat- JUNTS |
| Seròs                                       | 15/06/2019     | JOSEP ANTONI ROMIA PUJOL                  | JxCat- JUNTS |
| Seu d'Urgell, La                            | 15/06/2019     | JORDI FÀBREGA SABATÉ                      | JxCat- JUNTS |
| Sidamon                                     | 15/06/2019     | MARIA DOLORS TELLA ALBAREDA               | JxCat- JUNTS |
| Soleràs, El                                 | 15/06/2019     | JORDI SARLÉ MARFULL                       | ERC-AM       |
| Solsona                                     | 15/06/2019     | DAVID RODRIGUEZ GONZALEZ                  | ERC-AM       |
| Soriguera                                   | 15/06/2019     | JOSEP RAMON FONDEVILLA ISUS               | ERC-AM       |
| Sort                                        | 15/06/2019     | RAIMON MONTERDE ALBERICH                  | Altres       |
| Soses                                       | 15/06/2019     | SANDRA MARCO CASALS                       | ERC-AM       |
| Sudanell                                    | 15/06/2019     | JOSEP MARIA SANJUAN CORNADÓ               | JxCat- JUNTS |
| Sunyer                                      | 15/06/2019     | JAUME GORT QUILEZ                         | JxCat- JUNTS |
| Talarn                                      | 15/06/2019     | ALEJANDRO GARCIA BALUST                   | Altres       |
| Talavera                                    | 15/06/2019     | RAMON TRULLOLS BERGADÀ                    | JxCat- JUNTS |
| Tàrrega                                     | 15/06/2019     | MARIA ALBA PIJUAN VALLVERDÚ               | ERC-AM       |
| Tarrés                                      | 15/06/2019     | RAMON MARIA ARBÓS PALAU                   | ERC-AM       |
| Tarroja de Segarra                          | 15/06/2019     | INMACULADA SECANELL VILADOT               | JxCat- JUNTS |
| Térmens                                     | 15/06/2019     | CONCEPCIÓ CAÑADELL SALVIA                 | JxCat- JUNTS |
| Tírvia                                      | 15/06/2019     | JOAN FARRERA GRANJA                       | ERC-AM       |
| Tiurana                                     | 15/06/2019     | ÀNGEL VILLARTE CANES                      | JxCat- JUNTS |
| Torà                                        | 15/06/2019     | MAGÍ COSCOLLOLA ANDREU                    | ERC-AM       |
| Torms, Els                                  | 15/06/2019     | JOSEP BARDIA PREIXENS                     | JxCat- JUNTS |
| Tornabous                                   | 15/06/2019     | DAVID VILARÓ GORDILLO                     | CUP-Amunt    |
| Torre de Cabdella, La                       | 15/06/2019     | JOSEP MARIA DALMAU GIL                    | ERC-AM       |
| Torre-serona                                | 15/06/2019     | AGUSTÍ JIMÉNEZ PÉREZ                      | PSC-CP       |
| Torrebesses                                 | 15/06/2019     | MARIO URREA MARSAL                        | ERC-AM       |
| Torrefarrera                                | 15/06/2019     | JORDI LATORRE SOTUS                       | JxCat- JUNTS |
| Torrefeta i Florejacs                       | 15/06/2019     | JOSEP MARIA CASTELLA ESTRUCH              | ERC-AM       |
| Torregrossa                                 | 15/06/2019     | JOSEP MARIA PUIG VALL                     | ERC-AM       |
| Torrelameu                                  | 15/06/2019     | CARLES COMES MARCO                        | ERC-AM       |
| Torres de Segre                             | 15/06/2019     | JOAN CARLES MIRÓ PUIGVECINO               | JxCat- JUNTS |
| Tremp                                       | 15/06/2019     | MARIA PILAR CASES LOPETEGUI               | ERC-AM       |
| Vall de Boí, La                             | 15/06/2019     | SONIA BRUGUERA DIEGO                      | ERC-AM       |
| Vall de Cardós                              | 15/06/2019     | LLORENÇ SÁNCHEZ ABRIÉ                     | JxCat- JUNTS |
| Vallbona de les Monges                      | 15/06/2019     | ELISABET RIERA BRACONS                    | ERC-AM       |
| Vallfogona de Balaguer                      | 15/06/2019     | XAVIER CASTELLANA BENSENY                 | JxCat- JUNTS |
| Valls d'Aguilar, Les                        | 15/06/2019     | ROSA MARIA FÀBREGA ROMÀ                   | JxCat- JUNTS |
| Valls de Valira, Les                        | 15/06/2019     | RICARD MATEU I VIDAL                      | ERC-AM       |
| Vansa i Fórnols, La                         | 15/06/2019     | JOSEP XAVIER CAMPS TORRENS                | JxCat- JUNTS |
| Verdú                                       | 15/06/2019     | JOSEP MAS CARPI                           | ERC-AM       |
| Vielha e Mijaran                            | 15/06/2019     | JUAN ANTONIO SERRANO IGLESIAS             | PSC-CP       |
| Vila-sana                                   | 15/06/2019     | JOAN R. SANGRÀ FARRÉ                      | JxCat- JUNTS |
| Vilagrassa                                  | 15/06/2019     | JORDI SERÉS AGUILAR                       | JxCat- JUNTS |
| Vilaller                                    | 15/06/2019     | MªJOSE ERTA RUIZ                          | JxCat- JUNTS |
| Vilamòs                                     | 15/06/2019     | ORIOL SALA SÁNCHEZ                        | PSC-CP       |
| Vilanova de Bellpuig                        | 15/06/2019     | MARIA DOLORS PASCUAL MIQUEL               | Altres       |
| Vilanova de l'Aguda                         | 15/06/2019     | MONTSERRAT FORNELLS SOLÉ                  | ERC-AM       |
| Vilanova de la Barca                        | 15/06/2019     | JOSEP RAMON SOLSONA OLIVA                 | JxCat- JUNTS |
| Vilanova de Meià                            | 15/06/2019     | XAVIER TERRÉ BOLIART                      | ERC-AM       |
| Vilanova de Segrià                          | 15/06/2019     | JORDI FIGUEROL SARMIENTO                  | ERC-AM       |
| Vilosell, El                                | 15/06/2019     | JORDI NOGUÉ ESTRADÉ                       | JxCat- JUNTS |
| Vinaixa                                     | 15/06/2019     | JOSEP MARIA TARRAGÓ CLIVILLÉ              | ERC-AM       |
| Aiguamúrcia                                 | 15/06/2019     | MARIA DOLORS PALMA RAPOSO                 | ERC-AM       |
| Albinyana                                   | 15/06/2019     | QUIM NIN BORREDÀ                          | JxCat- JUNTS |
| Albiol, L'                                  | 15/06/2019     | MARIO CORTÉS AYEN                         | PSC-CP       |
| Alcanar                                     | 15/06/2019     | JOAN ROIG CASTELL                         | ERC-AM       |
| Alcover                                     | 15/06/2019     | ROBERT FIGUERAS ROCA                      | Altres       |
| Aldea, L'                                   | 15/06/2019     | XAVIER ROYO FRANCH                        | JxCat- JUNTS |
| Aldover                                     | 15/06/2019     | ROSALIA PEGUEROLES GISBERT                | ERC-AM       |
| Aleixar, L'                                 | 15/06/2019     | ANTONI ABELLÓ GRAU                        | JxCat- JUNTS |
| Alfara de Carles                            | 15/06/2019     | JORDI FORNÉ RIBÉ                          | ERC-AM       |
| Alforja                                     | 15/06/2019     | JOAN JOSEP GARCIA RODRÍGUEZ               | JxCat- JUNTS |
| Alió                                        | 15/06/2019     | FRANCESC JOFRE VALLVE                     | JxCat- JUNTS |
| Almoster                                    | 15/06/2019     | ÀNGEL XIFRÉ ARROYO                        | ERC-AM       |
| Altafulla                                   | 15/06/2019     | JORDI MOLINERA POBLET                     | ERC-AM       |
| Ametlla de Mar, L'                          | 15/06/2019     | JORDI GASENI I BLANCH                     | ERC-AM       |
| Ampolla, L'                                 | 15/06/2019     | FRANCESC (PACO) ARASA I PASCUAL           | JxCat- JUNTS |
| Amposta                                     | 15/06/2019     | ADAM TOMÀS I ROIGET                       | ERC-AM       |
| Arboç, L'                                   | 15/06/2019     | JOAN SANS FREIXAS                         | PSC-CP       |
| Arbolí                                      | 15/06/2019     | ARMAND FLAUJAT VIAYNA                     | ERC-AM       |
| Argentera, L'                               | 15/06/2019     | LLUÍS MARIA CASTELLVÍ VALLS               | JxCat- JUNTS |
| Arnes                                       | 15/06/2019     | JOAQUIM MIRALLES PEGUEROLES               | JxCat- JUNTS |
| Ascó                                        | 15/06/2019     | MIQUEL ÀNGEL RIBES JORNET                 | Altres       |
| Banyeres del Penedès                        | 15/06/2019     | AMADEU BENACH MIQUEL                      | ERC-AM       |
| Barberà de la Conca                         | 15/06/2019     | MARC ROVIRA MIRÓ                          | JxCat- JUNTS |
| Batea                                       | 15/06/2019     | JOAQUIM JOSEP PALADELLA CURTO             | PSC-CP       |
| Bellmunt del Priorat                        | 15/06/2019     | JOSEP Mª TORNÉ SECALL                     | JxCat- JUNTS |
| Bellvei                                     | 15/06/2019     | GERARD COLET MAÑE                         | Altres       |
| Benifallet                                  | 15/06/2019     | MERCÈ PEDRET I RAMOS                      | PSC-CP       |
| Benissanet                                  | 15/06/2019     | FRANCESC XAVIER ARBO COT                  | Altres       |
| Bisbal de Falset, La                        | 15/06/2019     | SERGI MASIP MASIP                         | JxCat- JUNTS |
| Bisbal del Penedès, La                      | 15/06/2019     | AGNÈS FERRÉ CAÑELLAS                      | JxCat- JUNTS |
| Blancafort                                  | 15/06/2019     | ENRIC PARÍS DARAN                         | ERC-AM       |
| Bonastre                                    | 15/06/2019     | ESTER BARTRA URPÍ                         | JxCat- JUNTS |
| Borges del Camp, Les                        | 15/06/2019     | JOAQUIM CALATAYUD CASALS                  | JxCat- JUNTS |
| Bot                                         | 15/06/2019     | LUIS ANDRÉS AGUT SOLÉ                     | Altres       |
| Botarell                                    | 15/06/2019     | LLUÍS ESCODA FREIXAS                      | ERC-AM       |
| Bràfim                                      | 15/06/2019     | XAVIER RIUS GARCIA                        | ERC-AM       |
| Cabacés                                     | 15/06/2019     | JAUME PUJALS PUJALS                       | ERC-AM       |
| Cabra del Camp                              | 13/03/2020     | JAVIER ROMERO AZNAR                       | JxCat- JUNTS |
| Calafell                                    | 15/06/2019     | RAMON FERRE SOLE                          | PSC-CP       |
| Camarles                                    | 15/06/2019     | JOSEP ANTONI NAVARRO I SERRA              | ERC-AM       |
| Cambrils                                    | 15/06/2019     | CAMÍ MENDOZA MERCÈ                        | ERC-AM       |
| Canonja, La                                 | 15/06/2019     | ROC MUÑOZ MARTÍNEZ                        | PSC-CP       |
| Capafonts                                   | 15/06/2019     | JUDIT GIRÓ CORTS                          | CUP-Amunt    |
| Capçanes                                    | 15/06/2019     | LLUIS DEL ARCA MARTÍNEZ                   | JxCat- JUNTS |
| Caseres                                     | 15/06/2019     | JOAN MANEL PALAU I GONZÁLEZ               | ERC-AM       |
| Castellvell del Camp                        | 15/06/2019     | JOSEP MANEL SABATÉ PAPIOL                 | ERC-AM       |
| Catllar, El                                 | 15/06/2019     | JOAN MORLÀ MENSA                          | ERC-AM       |
| Colldejou                                   | 15/06/2019     | JORDI SIERRA SALSENCH                     | ERC-AM       |
| Conesa                                      | 15/06/2019     | ROSA MARIA BERENGUER LUACES               | Altres       |
| Constantí                                   | 15/06/2019     | OSCAR SÁNCHEZ IBARRA                      | PSC-CP       |
| Corbera d'Ebre                              | 15/06/2019     | ANTONIO ÁLVAREZ I GIRONÉS                 | ECG-CeC      |
| Cornudella de Montsant                      | 15/06/2019     | SALVADOR SALVADÓ PORQUERAS                | ERC-AM       |
| Creixell                                    | 15/06/2019     | JORDI LLOPART SENENT                      | JxCat- JUNTS |
| Cunit                                       | 15/06/2019     | MARIA DELS DOLORS CARRERAS CASANY         | PSC-CP       |
| Deltebre                                    | 15/06/2019     | LLUÍS SOLER I PANISELLO                   | JxCat- JUNTS |
| Duesaigües                                  | 15/06/2019     | NOÈLIA TARRAGÓ REGODESEBES                | ERC-AM       |
| Espluga de Francolí, L'                     | 15/06/2019     | JOSEP MARIA VIDAL MINGUELLA               | ERC-AM       |
| Falset                                      | 15/06/2019     | CARLES BRULL FORNT                        | ERC-AM       |
| Fatarella, La                               | 15/06/2019     | FRANCISCO BLANCH I BATISTE                | ERC-AM       |
| Febró, La                                   | 15/06/2019     | JOAN CARLES SANTOS I BONET                | ERC-AM       |
| Figuera, La                                 | 15/06/2019     | JOSEP MARIA PORQUERES GIRAL               | ERC-AM       |
| Figuerola del Camp                          | 15/06/2019     | JOSEP SANS FERRÉ                          | Altres       |
| Flix                                        | 15/06/2019     | FRANCESC BARBERO ESCRIVÀ                  | ERC-AM       |
| Forès                                       | 15/06/2019     | JULIÀ JOSEP PLAZA BRIANSÓ                 | JxCat- JUNTS |
| Freginals                                   | 15/06/2019     | JOSEP RONCERO I PALLARÉS                  | JxCat- JUNTS |
| Galera, La                                  | 15/06/2019     | RAMÓN AGUSTÍN MUÑOZ I VERGE               | JxCat- JUNTS |
| Gandesa                                     | 15/06/2019     | CARLES LUZ I MUÑOZ                        | JxCat- JUNTS |
| Garcia                                      | 15/06/2019     | BLANCA LÓPEZ QUIÑONES                     | ERC-AM       |
| Garidells, Els                              | 15/06/2019     | MARC BIGORDÀ PRIÓ                         | ERC-AM       |
| Ginestar                                    | 15/06/2019     | MARIA CONCEPCIÓ (CONXITA) PUJOL I SARROCA | ERC-AM       |
| Godall                                      | 15/06/2019     | ALEXIS ALBIOL I RODA                      | ERC-AM       |
| Gratallops                                  | 15/06/2019     | XAVIER GRÀCIA JUANPERE                    | ERC-AM       |
| Guiamets, Els                               | 15/06/2019     | MIQUEL PERELLÓ SEGURA                     | CUP-Amunt    |
| Horta de Sant Joan                          | 15/06/2019     | JORDI MARTÍN I CUELLO                     | ERC-AM       |
| Lloar, El                                   | 15/06/2019     | JAUME MONTALBO ROIGÉ                      | JxCat- JUNTS |
| Llorac                                      | 15/06/2019     | JORDI CANELA GRAELLS                      | JxCat- JUNTS |
| Llorenç del Penedès                         | 15/06/2019     | JORDI MARLÈS RIBAS                        | JxCat- JUNTS |
| Marçà                                       | 15/06/2019     | JOSEP MARIA PIQUE CASTELLNOU              | JxCat- JUNTS |
| Margalef                                    | 15/06/2019     | JOAQUIN VILA GIBERT                       | JxCat- JUNTS |
| Mas de Barberans                            | 15/06/2019     | JOSEP MARIA LLEIXÀ LLEIXÀ                 | PSC-CP       |
| Masdenverge                                 | 15/06/2019     | RENÉ GONEL I ARASA                        | JxCat- JUNTS |
| Masllorenç                                  | 15/06/2019     | JOAN MIRÓ ANDREU                          | JxCat- JUNTS |
| Masó, La                                    | 15/06/2019     | JOSE SOLE ROIG                            | JxCat- JUNTS |
| Maspujols                                   | 15/06/2019     | JOSEP RABASCALL DOMINGO                   | JxCat- JUNTS |
| Masroig, El                                 | 15/06/2019     | FERRAN MASIP BARGALLÓ                     | Altres       |
| Milà, El                                    | 15/06/2019     | ANTONIO PALAU BOSCH                       | JxCat- JUNTS |
| Miravet                                     | 15/06/2019     | ANTONIO LLAMBRICH CONSARNAU               | ERC-AM       |
| Molar, El                                   | 15/06/2019     | ALFRED GRIFOLL ABELLÓ                     | ERC-AM       |
| Mont-ral                                    | 15/06/2019     | XAVIER PAGÈS ALONSO                       | ERC-AM       |
| Mont-roig del Camp                          | 15/06/2019     | FRAN MORANCHO LÓPEZ                       | PSC-CP       |
| Montblanc                                   | 15/06/2019     | JOSEP ANDREU DOMINGO                      | ERC-AM       |
| Montbrió del Camp                           | 15/06/2019     | CARMINA BLAY BOQUERA                      | ERC-AM       |
| Montferri                                   | 15/06/2019     | JOSE RUIZ MARIN                           | JxCat- JUNTS |
| Montmell, El                                | 15/06/2019     | JOSE MARÍA ROLDÁN LIROLA                  | Altres       |
| Móra d'Ebre                                 | 15/06/2019     | JOAN PIÑOL MORA                           | JxCat- JUNTS |
| Móra la Nova                                | 15/06/2019     | FRANCESC XAVIER MOLINÉ ROVIRA             | ERC-AM       |
| Morell, El                                  | 15/06/2019     | ELOI CALBET FERRAN                        | JxCat- JUNTS |
| Morera de Montsant, La                      | 15/06/2019     | FINA PALOMAR TORRENTE                     | ERC-AM       |
| Nou de Gaià, La                             | 15/06/2019     | JOSEPA FIGUERAS BRIONES                   | JxCat- JUNTS |
| Nulles                                      | 15/06/2019     | JORDI SANCHEZ GATELL                      | JxCat- JUNTS |
| Pallaresos, Els                             | 15/06/2019     | XAVIER MARCOS TUÉBOLS                     | Altres       |
| Palma d'Ebre, La                            | 15/06/2019     | MARINA ROJALS DEL ALAMO                   | JxCat- JUNTS |
| Passanant i Belltall                        | 15/06/2019     | MAGI NINOT ALOY                           | Altres       |
| Paüls                                       | 15/06/2019     | ENRIC ADELL I MORAGREGA                   | ERC-AM       |
| Perafort                                    | 15/06/2019     | JOAN MARTÍ PLA PLA                        | JxCat- JUNTS |
| Perelló, El                                 | 15/06/2019     | MARIA CINTA LLAÓ I LLAÓ                   | ERC-AM       |
| Piles, Les                                  | 15/06/2019     | LLORENÇ MONTALA BALCELLS                  | Altres       |
| Pinell de Brai, El                          | 15/06/2019     | EVA AMPOSTA SERRES                        | ECG-CeC      |
| Pira                                        | 15/06/2019     | JOSE RODRIGUEZ MARTINEZ                   | Altres       |
| Pla de Santa Maria, El                      | 15/06/2019     | MATEU MONTSERRAT MIQUEL                   | JxCat- JUNTS |
| Pobla de Mafumet, La                        | 15/06/2019     | JOAN MARIA SARDA I PADRELL                | Altres       |
| Pobla de Massaluca, La                      | 15/06/2019     | ANTONI FERRÉ I LLOP                       | JxCat- JUNTS |
| Pobla de Montornès, La                      | 15/06/2019     | FRANCESC LARIOS I MERCADÉ                 | ERC-AM       |
| Poboleda                                    | 15/06/2019     | JOSEP MARIA DÍAZ FRANQUET                 | ERC-AM       |
| Pont d'Armentera, El                        | 15/06/2019     | MONTSERRAT FELIU ROIG                     | JxCat- JUNTS |
| Pontils                                     | 15/06/2019     | SARA JANER FERRANDO                       | JxCat- JUNTS |
| Porrera                                     | 15/06/2019     | JUAN CARLOS GARCIA VAQUE                  | JxCat- JUNTS |
| Pradell de la Teixeta                       | 15/06/2019     | LOURDES ALUJA MATAS                       | JxCat- JUNTS |
| Prades                                      | 15/06/2019     | LIDIA BARGAS MUSOY                        | JxCat- JUNTS |
| Prat de Comte                               | 15/06/2019     | JOAN JOSEP MALRÀS I PASCUAL               | JxCat- JUNTS |
| Pratdip                                     | 15/06/2019     | JOAN MARIA ROVIRA VERNET                  | JxCat- JUNTS |
| Puigpelat                                   | 15/06/2019     | MARTA BLANCH FIGUERAS                     | JxCat- JUNTS |
| Querol                                      | 15/06/2019     | JORDI PIJOAN PARELLADA                    | ERC-AM       |
| Rasquera                                    | 15/06/2019     | JOSEP MANUEL RAMOS I MÚRRIA               | ERC-AM       |
| Renau                                       | 15/06/2019     | MANEL JAUME SALES CARDA                   | ERC-AM       |
| Reus                                        | 03/07/2019     | CARLES PELLICER PUNYED                    | JxCat- JUNTS |
| Riba-roja d'Ebre                            | 15/06/2019     | ANTONIO SUÁREZ FRANQUET                   | Altres       |
| Riba, La                                    | 15/06/2019     | JOSEP FORT ROMEU                          | JxCat- JUNTS |
| Riera de Gaià, La                           | 15/06/2019     | JAUME CASAS SORDÉ                         | JxCat- JUNTS |
| Riudecanyes                                 | 15/06/2019     | ERNEST ROIGÉ SAVALL                       | ERC-AM       |
| Riudecols                                   | 15/06/2019     | BEATRIZ MAYORDOMO PUJOL                   | ERC-AM       |
| Riudoms                                     | 15/06/2019     | SERGI PEDRET LLAURADÓ                     | JxCat- JUNTS |
| Rocafort de Queralt                         | 15/06/2019     | MARC ROCA BANET                           | ERC-AM       |
| Roda de Barà                                | 15/06/2019     | PERE VIRGILI DOMINGUEZ                    | Altres       |
| Rodonyà                                     | 15/06/2019     | ENRIC FERRE GINOVART                      | JxCat- JUNTS |
| Roquetes                                    | 15/06/2019     | FRANCESC GAS I FERRÉ                      | ERC-AM       |
| Rourell, El                                 | 15/06/2019     | M. CARME BASORA VENTURA                   | JxCat- JUNTS |
| Salomó                                      | 15/06/2019     | ANTONI VIRGILI COLET                      | JxCat- JUNTS |
| Salou                                       | 15/06/2019     | PERE GRANADOS CARRILLO                    | JxCat- JUNTS |
| Sant Carles de la Ràpita                    | 15/06/2019     | JOSEP CAPARRÓS I GARCIA                   | ERC-AM       |
| Sant Jaume d'Enveja                         | 15/06/2019     | JOAN CASTOR GONELL AGRAMUNT               | PSC-CP       |
| Sant Jaume dels Domenys                     | 15/06/2019     | JOAN IGNASI LÓPEZ I VILA                  | ERC-AM       |
| Santa Bàrbara                               | 17/03/2020     | ANTONIO OLLÉS I MOLÍAS                    | JxCat- JUNTS |
| Santa Coloma de Queralt                     | 15/06/2019     | RAMON MULLERAT FIGUERAS                   | ERC-AM       |
| Santa Oliva                                 | 15/06/2019     | JOSEP CARRERAS I BENACH                   | ERC-AM       |
| Sarral                                      | 15/06/2019     | JAIME FORNÉS TARDIU                       | Altres       |
| Savallà del Comtat                          | 15/06/2019     | JOAN ALTIMIS SANTACANA                    | JxCat- JUNTS |
| Secuita, La                                 | 15/06/2019     | EUDALD ROCA GRÀCIA                        | ERC-AM       |
| Selva del Camp, La                          | 15/06/2019     | JORDI VINYALS NOGUÉS                      | ERC-AM       |
| Senan                                       | 15/06/2019     | CARME FERRER CERVELLÓ                     | ERC-AM       |
| Sénia, La                                   | 15/06/2019     | JOSÉ RAMÓN BELLAUBÍ I CABALLER            | ECG-CeC      |
| Solivella                                   | 15/06/2019     | JAUME BERGADÀ GARCIA                      | ERC-AM       |
| Tarragona                                   | 15/06/2019     | PAU RICOMÀ I VALLHONRAT                   | ERC-AM       |
| Tivenys                                     | 15/06/2019     | EVA ROIG I MARQUÈS                        | ERC-AM       |
| Tivissa                                     | 15/06/2019     | MONTSE PERELLÓ MARGALEF                   | ERC-AM       |
| Torre de Fontaubella, La                    | 15/06/2019     | ALBERT SABATÉ RULL                        | CUP-Amunt    |
| Torre de l'Espanyol, La                     | 15/06/2019     | JOAN JUNCÀ CUBELLS                        | ERC-AM       |
| Torredembarra                               | 15/06/2019     | EDUARD ROVIRA GUAL                        | ERC-AM       |
| Torroja del Priorat                         | 15/06/2019     | JOAN SENTÍS PERI                          | ERC-AM       |
| Tortosa                                     | 15/06/2019     | MERITXELL ROIGÉ I PEDROLA                 | JxCat- JUNTS |
| Ulldecona                                   | 15/06/2019     | NÚRIA VENTURA BRUSCA                      | PSC-CP       |
| Ulldemolins                                 | 15/06/2019     | SERGIO MÉNDEZ ROMERO                      | ERC-AM       |
| Vallclara                                   | 15/06/2019     | ROSSENDO ROIG NADAL                       | JxCat- JUNTS |
| Vallfogona de Riucorb                       | 15/06/2019     | FRANCESC- XAVIER LLOBET ALBAREDA          | JxCat- JUNTS |
| Vallmoll                                    | 15/06/2019     | JOSEP LLUÍS CUSIDÓ PRATS                  | PSC-CP       |
| Valls                                       | 15/06/2019     | DOLORS FARRÉ CUADRAS                      | JxCat- JUNTS |
| Vandellòs i l'Hospitalet de l'Infant        | 15/06/2019     | ALFONS GARCIA RODRÍGUEZ                   | PSC-CP       |
| Vendrell, El                                | 15/06/2019     | KENNETH MARTÍNEZ MOLINA                   | PSC-CP       |
| Vespella de Gaià                            | 15/06/2019     | DANIEL CID RICOTE                         | PSC-CP       |
| Vila-rodona                                 | 15/06/2019     | RAMON MARIA BRICOLLÉ MONTRAGULL           | Altres       |
| Vila-seca                                   | 15/06/2019     | PERE SEGURA XATRUCH                       | JxCat- JUNTS |
| Vilabella                                   | 15/06/2019     | JOAN MARIA SANAHUJA SEGÚ                  | JxCat- JUNTS |
| Vilalba dels Arcs                           | 15/06/2019     | ISIDRO SAMPÉ BUSOM                        | Altres       |
| Vilallonga del Camp                         | 15/06/2019     | GEMMA BENAIGES I VIDAL                    | ERC-AM       |
| Vilanova d'Escornalbou                      | 15/06/2019     | SERGI CIURANA NICOLAU                     | ERC-AM       |
| Vilanova de Prades                          | 15/06/2019     | ARTUR MIRÓ PALAU                          | PSC-CP       |
| Vilaplana                                   | 15/06/2019     | JOSEP BIGORRA LLAURADÓ                    | ERC-AM       |
| Vilaverd                                    | 15/06/2019     | TONI ANGLÉS ROSICH                        | JxCat- JUNTS |
| Vilella Alta, La                            | 15/06/2019     | DAMIÀ FÀBREGA SABATÉ                      | CUP-Amunt    |
| Vilella Baixa, La                           | 15/06/2019     | DANIEL SIURANETA SABATÉ                   | ERC-AM       |
| Vimbodí i Poblet                            | 15/06/2019     | JOAN CANELA RIOS                          | JxCat- JUNTS |
| Vinebre                                     | 15/06/2019     | GEMMA CARIM GIRONÉS                       | ERC-AM       |
| Vinyols i els Arcs                          | 15/06/2019     | ARNAU GUASCH GIRONA                       | ERC-AM       |
| Xerta                                       | 15/06/2019     | ROGER AVIÑÓ I MARTÍ                       | ERC-AM       |

Font: Ministerio de Política Territorial (dades a 9/5/2020)

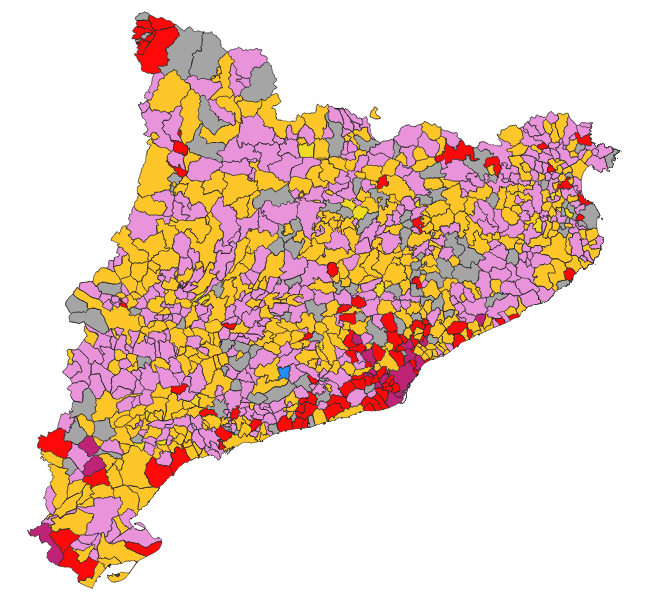
Alcaldes i alcaldesses Catalunya a maig de 2020

| ERC-AM              |
| JxCAT               |
| PSC-CP              |
| PPC                 |
| ECG                 |
| CUP-PA              |
| MES                 |
| independents-altres |
| ------------------- |